# Senecioneae
Senecioneae Cass., 1819, è una tribù di piante angiosperme dicotiledoni della (famiglia Asteraceae - sottofamiglia Asteroideae).

## Etimologia
Il nome della tribù deriva dal genere Senecio che a sua volta deriva dal latino senex il cui significato è “vecchio uomo” e deriva dal ciuffo di peli bianchi (pappo) che sormonta gli acheni, che ricorda la chioma di un vecchio. La prima volta questo nome appare in uno scritto di Plinio.
Il nome scientifico della tribù è stato definito dal botanico Alexandre Henri Gabriel de Cassini (1781 - 1832) nella pubblicazione " Suite du sixième mémoire sur la famille de Synanthérées, contenant les caractères des tribus" ( Journal de Physique, de Chimie, d'Histoire Naturelle et des Arts 88: 189–204.) del 1819.

## Descrizione

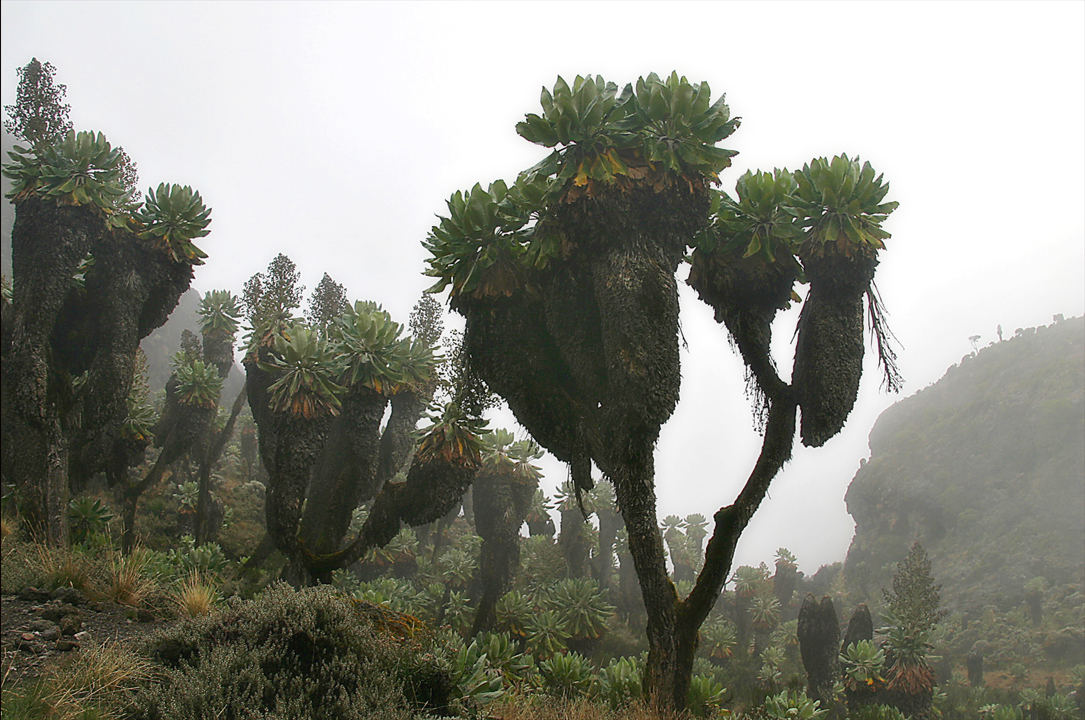
Il portamento
Dendrosenecio kilimanjari

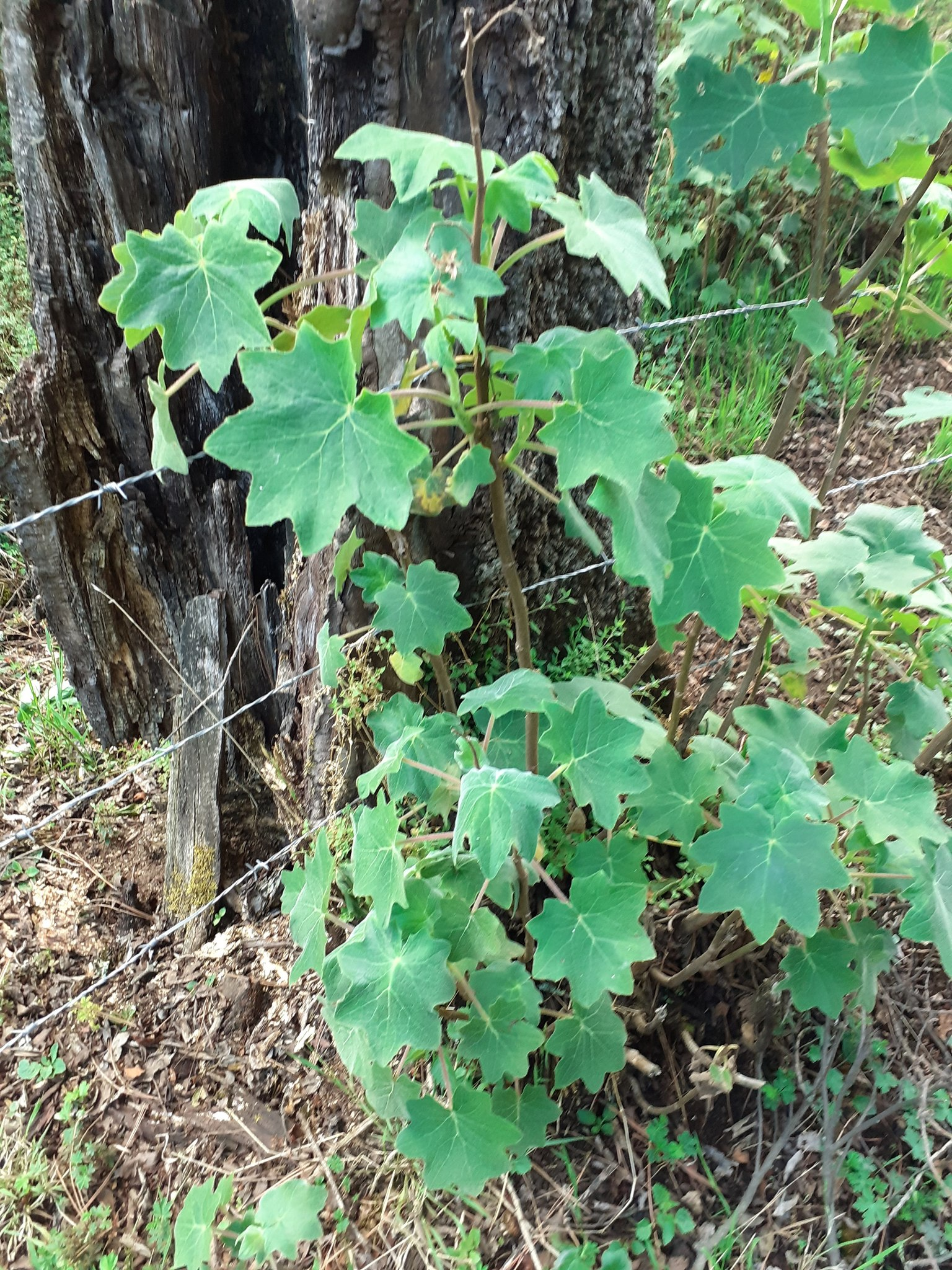
Le foglie
Roldana angulifolia

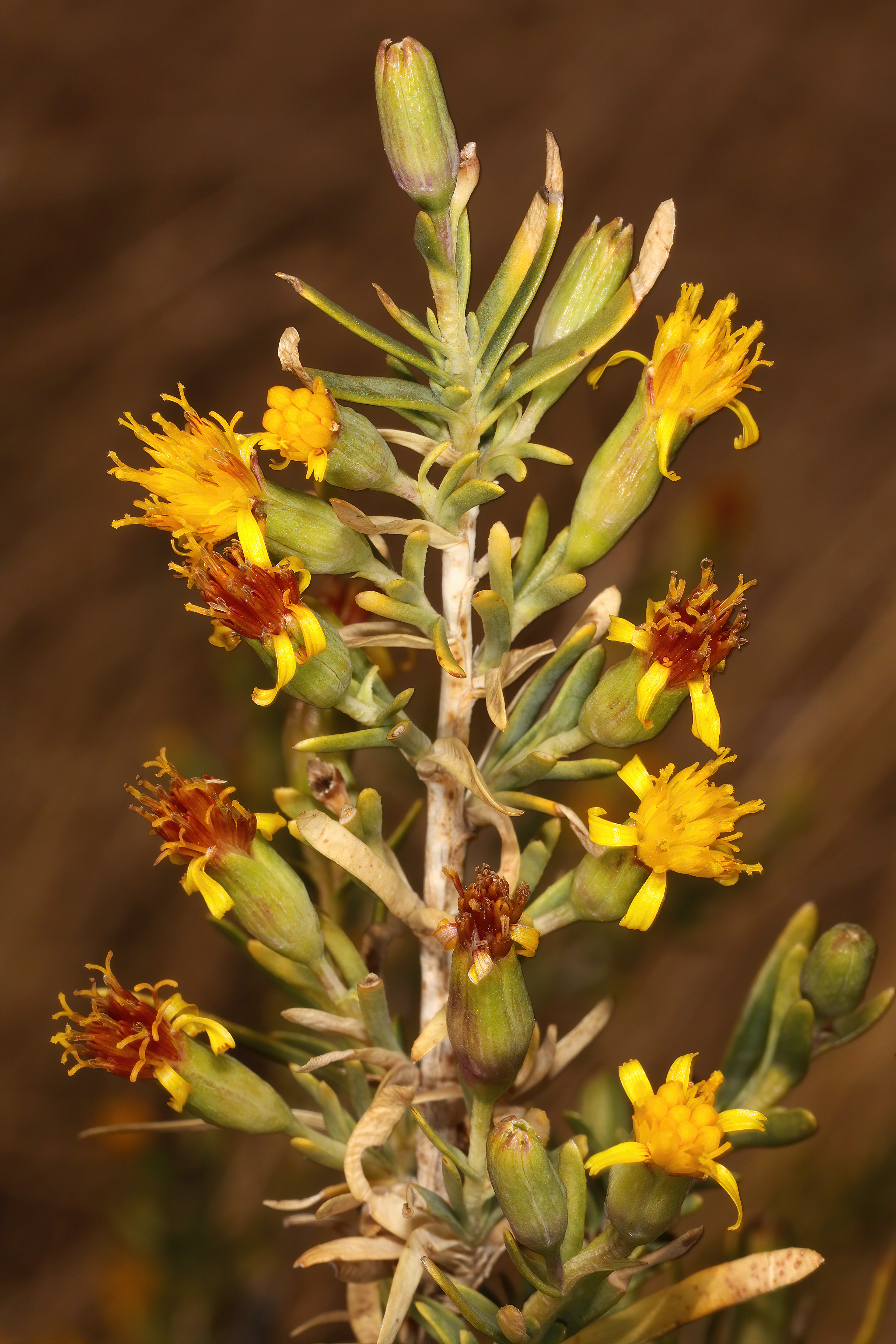
Infiorescenza
Hertia pallens

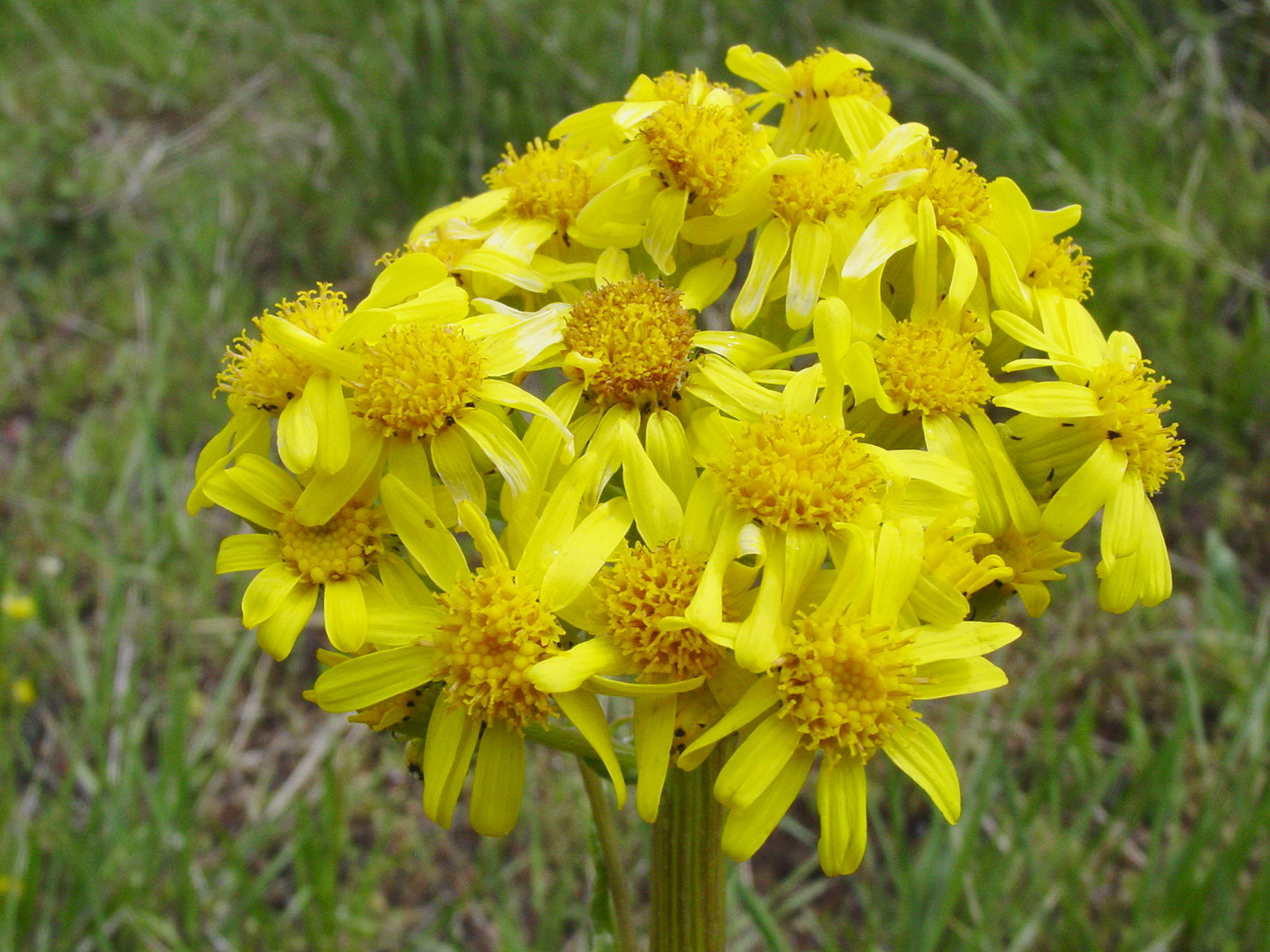
I fiori
Senecio integerrimus

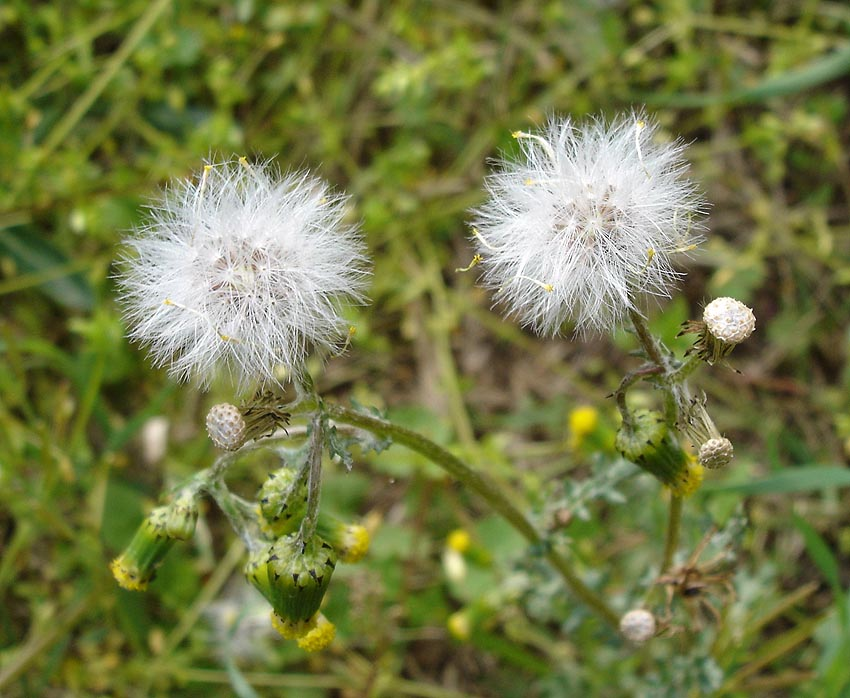
I frutti
Senecio vulgaris

Habitus. Le specie di questa tribù hanno un habitus vario: erbaceo (annuale o perenne), subarbustivo o arbustivo (eretto o strisciante), piccolo-arboreo, rampicante, epifita, suffruticoso; sono inoltre presenti specie xerofite e specie acquatiche. Possono essere sia glabre che pubescenti per peli semplici; alcune specie hanno delle radici fibrose, altre rizomi striscianti oppure legnosi; altre specie sono succulente; altre formano dei cuscinetti erbosi; altre ancora sono densamente tomentose oppure fortemente resinose.
Foglie.  Le foglie sono sia basali che cauline. Sul caule sono disposte in modo alternato (in alcune specie sono raccolte alla fine dei rami come nel genere, oppure in altri casi si racchiudono a spirale). Sono picciolate o sessili (quelle superiori); raramente sono peltate o amplessicauli. La forma della lamina è varia: intera da oblunga a ellittico-ovata, oppure lobata o variamente sezionata, oppure lineare-lanceolata, oppure cordata. I margini sono spesso dentati o seghettati. La consistenza della foglia spesso è coriacea. In alcune specie le foglie superiori sono ridotte a delle scaglie. La superficie è glabra oppure tomentosa; in alcune specie le venature sono palmate, in altre sono pennate.
Infiorescenza. Le sinflorescenze sono composte da pochi o molti capolini di tipo radiato, disciforme o discoide, raggruppati in panicoli corimbosi, sia terminali che laterali o ascellari. Sono presenti anche infiorescenze di tipo scaposo con un solo capolino. I capolini sono formati da un involucro da cilindrico a campanulato (ma anche emisferico, sferico o spiralato), composto da diverse brattee al cui interno un ricettacolo fa da base ai fiori di due tipi: quelli esterni del raggio e quelli più interni del disco. Alla base dell'involucro può essere presente (ma non sempre) un calice (esterno) formato da brattee fogliacee. Le brattee dell'involucro di solito sono disposte su una sola serie e in alcuni casi sono variamente connate; in altri casi sono pluriseriate. Il ricettacolo di solito è nudo (senza pagliette di protezione della base dei fiori) e a forma convessa; a volte è alveolato.
Fiori.  I fiori sono tetra-ciclici (formati cioè da 4 verticilli: calice – corolla – androceo – gineceo) e pentameri (calice e corolla formati da 5 elementi). Sono inoltre ermafroditi, più precisamente i fiori del raggio (quelli ligulati e zigomorfi) sono femminili; mentre quelli del disco centrale (tubulosi e actinomorfi) sono bisessuali (spesso sono sterili e funzionalmente maschili).
- Formula fiorale:

*/x K {\displaystyle \infty }, [C (5), A (5)], G 2 (infero), achenio
- Calice: i sepali del calice sono ridotti ad una coroncina di squame.
- Corolla: nella parte inferiore i petali della corolla sono saldati insieme e formano un tubo. In particolare la corolla del disco centrale (tubulosi) termina con delle fauci dilatate a raggiera con cinque lobi. La corolla dei fiori periferici (ligulati) il tubo si trasforma in un prolungamento nastriforme terminante più o meno con cinque dentelli.  Le corolle di fiori del disco possono essere in alcuni casi a 4 lobi. In alcune specie nella corolla sono presenti dei canali resiniferi. I colori sono molti.
- Androceo: l'androceo è formato da 5 stami con filamenti liberi e antere saldate in un manicotto circondante lo stilo.[12] La parte basale del collare dei filamenti può essere dilatata. Le antere sono da sagittate a provviste di coda oppure prive di coda; possono essere anche minutamente auricolate; a volte sono presenti delle appendici apicali che possono avere varie forme (principalmente lanceolate). Le antere inoltre sono tetrasporangiate (raramente sono bisporangiate); il tessuto endoteciale è radiale o polarizzato. Il polline è tricolporato (tipo "helianthoid").[13]
- Gineceo: il gineceo ha un ovario uniloculare infero formato da due carpelli.[12] Lo stilo è unico e con due stigmi nella parte apicale. Gli stigmi sono troncati o ottusi o arrotondati, ma anche lineari con appendici acuminate; possono avere un ciuffo di peli radicali o in posizione centrale; possono inoltre essere ricoperti da minute papille; altre volte i peli sono di tipo penicillato. Le superfici stigmatiche sono separate o parzialmente confluenti, oppure continue.

Frutti. I frutti sono degli acheni con pappo. La forma degli acheni è ellittico-oblunga oppure strettamente oblunga, oppure cilindrico-oblunga; la superficie è percorsa da diverse coste longitudinali e può essere glabra o talvolta pubescente; altre volte sono presenti delle ali o degli ispessimenti marginali. Non sempre il carpoforo è distinguibile. Il colore del frutto può essere nero o bruno. In alcuni casi gli acheni sono dimorfici. Il pappo è formato da numerose setole snelle, bianche o rosa o fulve; possono essere sia persistenti che caduche; possono inoltre essere connate alla base; a volte il pappo è assente..

## Distribuzione e habitat
La tribù Senecioneae ha una distribuzione cosmopolita. Le aree a clima mediterraneo (bacino del Mediterraneo, costa della California, Cile centrale, provincia del Capo in Sudafrica e costa sudoccidentale dell'Australia) costituiscono punti di maggiore biodiversità ma taxa di questa tribù sono ampiamente distribuiti nell aree climatiche boreale, temperata e tropicale. Centri di biodiversità sono presenti in Messico, in America centrale, nella regione andina, nell'Africa tropicale e nell'Asia centrale e orientale.

## Biologia
Impollinazione: l'impollinazione avviene tramite insetti (impollinazione entomogama tramite farfalle diurne e notturne).

Riproduzione: la fecondazione avviene fondamentalmente tramite l'impollinazione dei fiori (vedi sopra).

Dispersione: i semi (gli acheni) cadendo a terra sono successivamente dispersi soprattutto da insetti tipo formiche (disseminazione mirmecoria). In questo tipo di piante avviene anche un altro tipo di dispersione: zoocoria. Infatti gli uncini delle brattee dell'involucro (se presenti) si agganciano ai peli degli animali di passaggio disperdendo così anche su lunghe distanze i semi della pianta. Inoltre per merito del pappo il vento può trasportare i semi anche a distanza di alcuni chilometri (disseminazione anemocora).

## Tassonomia
La famiglia di appartenenza di questa voce (Asteraceae o Compositae, nomen conservandum) probabilmente originaria del Sud America, è la più numerosa del mondo vegetale, comprende oltre 23.000 specie distribuite su 1.535 generi, oppure 22.750 specie e 1.530 generi secondo altre fonti (una delle checklist più aggiornata elenca fino a 1.679 generi). La famiglia attualmente (2021) è divisa in 16 sottofamiglie; la sottofamiglia Asteroideae è una di queste e rappresenta l'evoluzione più recente di tutta la famiglia.

### Filogenesi
La tribù di questa voce è una delle 21 tribù della sottofamiglia Asteroideae. Nell'ambito filogenetico della sottofamiglia questa tribù occupa una posizione abbastanza "basale" preceduta dalla tribù Doroniceae (fa parte del gruppo informale "Senecionidae") e prima ancora dalla sottofamiglia Corymbioideae (quest'ultima è "sister" della sottofamiglia Asteroideae). Tuttavia questa posizione nell'ambito della sottofamiglia Asteroideae è ancora da verificare a fondo: potrebbe essere “gruppo fratello” di un clade formato dalle tribù Calenduleae, Gnaphalieae, Astereae e Anthemideae oppure “gruppo fratello” di un clade formato dalle tribù Inuleae, Athroismeae, Feddeeae, Helenieae e il gruppo “Heliantheae Alliance”. Attualmente la tribù è formata da 6 sottotribù, alcune delle quali solo ultimamente sono state incluse nelle Senecioneae.
Se inizialmente alcuni autori attribuivano alla tribù Senecioneae anche il genere Doronicum, attualmente altri autori lo collocano invece in una tribù a sé stante (Doroniceae). Stessa sorte potrebbe toccare al genere Abrotanella (attualmente unico genere della sottotribù Abrotanellinae) che in base alle ultime ricerche riceve poco sostegno per la sua inclusione nella tribù.
Il gruppo Tussilagininae "sensu" Bremer (1994) si è dimostrato largamente parafiletico e attualmente è diviso in tre sottotribù: 
1. Tussilagininae clade s.s. a sua volta comprendente tra l'altro il clade delle Blennospermatinae "sensu" Nordenstam (1977), quello del Gynoxoid group e quello del L-C-P complex "sensu" Liu et al. (2006), quest'ultimo con all'interno il clade delle Tephroseridinae "sensu" Jeffrey & Chen (1984);
2. Brachyglottidinae con 10 generi comprendente il Brachyglottis clade e il Senecio medley-woodii group;
3. Othonninae con 8 generi.

Una quarta sottotribù (Chersodominae) è formata dall'unico genere Chersodoma Phil., 1891 formato da 11 specie distribuite soprattutto nelle Ande (dall'Argentina al Perù), caratterizzato da arbusti dioici e erbe perenni.
La sottotribù Senecioninae, con 91 generi e 2 692 specie, il più grande gruppo della tribù, è ben supportata dai dati filogenetici, ma rimane il problema del genere Senecio che oltre ad essere polifiletico risulta essere anche parafiletico. A questo riguardo viene proposto di trasferire alcune specie dei generi Aetheolaena, Culcitium, Hasteola, Iocenes, Lasiocephalus, e Robinsonia in Senecio. Un recente studio (Pelser et al., 2007) basato sull'analisi del DNA di 614 specie appartenenti a 114 generi dei 150 previsti per la tribù ha chiarito le posizioni di alcuni generi, individuato alcuni raggruppamenti e segnalato alcune specie del genere Senecio posizionate (da un punto di vista filogenetico) decisamente al di fuori del suo nucleo. In effetti questo genere con oltre 1200 specie si presenta ampiamente polifiletico (dallo studio sono emerse diverse specie o raggruppamenti al di fuori del clade Senecio).
Inoltre rimangono da esaminare un paio di generi considerati da alcuni Autori appartenenti alla tribù, ma non assegnati a nessuna sottotribù.
Il cladogramma tratto dallo studio citato, semplificato, mostra l'attuale conoscenza della struttura filogenetica della tribù (ossia una delle possibili configurazioni).
|  | Sottotribù Brachyglottidinae |
|  |                              |
|  | Sottotribù Chersodominae     |
|  |                              |

|  | Sottotribù Othonninae   |
|  |                         |
|  | Sottotribù Senecioninae |
|  |                         |

|  | Sottotribù Brachyglottidinae |
|  |                              |
|  | Sottotribù Chersodominae     |
|  |                              |

|  | Sottotribù Othonninae   |
|  |                         |
|  | Sottotribù Senecioninae |
|  |                         |

|  | Sottotribù Brachyglottidinae |
|  |                              |
|  | Sottotribù Chersodominae     |
|  |                              |

|  | Sottotribù Othonninae   |
|  |                         |
|  | Sottotribù Senecioninae |
|  |                         |

|  | Sottotribù Brachyglottidinae |
|  |                              |
|  | Sottotribù Chersodominae     |
|  |                              |

|  | Sottotribù Othonninae   |
|  |                         |
|  | Sottotribù Senecioninae |
|  |                         |

|  | Sottotribù Brachyglottidinae |
|  |                              |
|  | Sottotribù Chersodominae     |
|  |                              |

|  | Sottotribù Othonninae   |
|  |                         |
|  | Sottotribù Senecioninae |
|  |                         |

|  | Sottotribù Brachyglottidinae |
|  |                              |
|  | Sottotribù Chersodominae     |
|  |                              |

|  | Sottotribù Othonninae   |
|  |                         |
|  | Sottotribù Senecioninae |
|  |                         |

|  | Sottotribù Brachyglottidinae |
|  |                              |
|  | Sottotribù Chersodominae     |
|  |                              |

|  | Sottotribù Othonninae   |
|  |                         |
|  | Sottotribù Senecioninae |
|  |                         |

|  | Sottotribù Brachyglottidinae |
|  |                              |
|  | Sottotribù Chersodominae     |
|  |                              |

|  | Sottotribù Othonninae   |
|  |                         |
|  | Sottotribù Senecioninae |
|  |                         |

|  | Sottotribù Brachyglottidinae |
|  |                              |
|  | Sottotribù Chersodominae     |
|  |                              |

|  | Sottotribù Othonninae   |
|  |                         |
|  | Sottotribù Senecioninae |
|  |                         |

|  | Sottotribù Brachyglottidinae |
|  |                              |
|  | Sottotribù Chersodominae     |
|  |                              |

|  | Sottotribù Othonninae   |
|  |                         |
|  | Sottotribù Senecioninae |
|  |                         |

|  | Sottotribù Brachyglottidinae |
|  |                              |
|  | Sottotribù Chersodominae     |
|  |                              |

|  | Sottotribù Othonninae   |
|  |                         |
|  | Sottotribù Senecioninae |
|  |                         |

|  | Sottotribù Brachyglottidinae |
|  |                              |
|  | Sottotribù Chersodominae     |
|  |                              |

|  | Sottotribù Othonninae   |
|  |                         |
|  | Sottotribù Senecioninae |
|  |                         |

|  | Sottotribù Brachyglottidinae |
|  |                              |
|  | Sottotribù Chersodominae     |
|  |                              |

|  | Sottotribù Othonninae   |
|  |                         |
|  | Sottotribù Senecioninae |
|  |                         |

|  | Sottotribù Brachyglottidinae |
|  |                              |
|  | Sottotribù Chersodominae     |
|  |                              |

|  | Sottotribù Othonninae   |
|  |                         |
|  | Sottotribù Senecioninae |
|  |                         |

|  | Sottotribù Brachyglottidinae |
|  |                              |
|  | Sottotribù Chersodominae     |
|  |                              |

|  | Sottotribù Othonninae   |
|  |                         |
|  | Sottotribù Senecioninae |
|  |                         |

|  | Sottotribù Brachyglottidinae |
|  |                              |
|  | Sottotribù Chersodominae     |
|  |                              |

|  | Sottotribù Othonninae   |
|  |                         |
|  | Sottotribù Senecioninae |
|  |                         |

|  | Sottotribù Brachyglottidinae |
|  |                              |
|  | Sottotribù Chersodominae     |
|  |                              |

|  | Sottotribù Othonninae   |
|  |                         |
|  | Sottotribù Senecioninae |
|  |                         |

|  | Sottotribù Brachyglottidinae |
|  |                              |
|  | Sottotribù Chersodominae     |
|  |                              |

|  | Sottotribù Othonninae   |
|  |                         |
|  | Sottotribù Senecioninae |
|  |                         |

|  | Sottotribù Brachyglottidinae |
|  |                              |
|  | Sottotribù Chersodominae     |
|  |                              |

|  | Sottotribù Othonninae   |
|  |                         |
|  | Sottotribù Senecioninae |
|  |                         |

|  | Sottotribù Brachyglottidinae |
|  |                              |
|  | Sottotribù Chersodominae     |
|  |                              |

|  | Sottotribù Othonninae   |
|  |                         |
|  | Sottotribù Senecioninae |
|  |                         |

|  | Sottotribù Brachyglottidinae |
|  |                              |
|  | Sottotribù Chersodominae     |
|  |                              |

|  | Sottotribù Othonninae   |
|  |                         |
|  | Sottotribù Senecioninae |
|  |                         |

|  | Sottotribù Brachyglottidinae |
|  |                              |
|  | Sottotribù Chersodominae     |
|  |                              |

|  | Sottotribù Othonninae   |
|  |                         |
|  | Sottotribù Senecioninae |
|  |                         |

|  | Sottotribù Brachyglottidinae |
|  |                              |
|  | Sottotribù Chersodominae     |
|  |                              |

|  | Sottotribù Othonninae   |
|  |                         |
|  | Sottotribù Senecioninae |
|  |                         |

|  | Sottotribù Brachyglottidinae |
|  |                              |
|  | Sottotribù Chersodominae     |
|  |                              |

|  | Sottotribù Othonninae   |
|  |                         |
|  | Sottotribù Senecioninae |
|  |                         |

|  | Sottotribù Brachyglottidinae |
|  |                              |
|  | Sottotribù Chersodominae     |
|  |                              |

|  | Sottotribù Othonninae   |
|  |                         |
|  | Sottotribù Senecioninae |
|  |                         |

|  | Sottotribù Brachyglottidinae |
|  |                              |
|  | Sottotribù Chersodominae     |
|  |                              |

|  | Sottotribù Othonninae   |
|  |                         |
|  | Sottotribù Senecioninae |
|  |                         |

|  | Sottotribù Brachyglottidinae |
|  |                              |
|  | Sottotribù Chersodominae     |
|  |                              |

|  | Sottotribù Othonninae   |
|  |                         |
|  | Sottotribù Senecioninae |
|  |                         |

|  | Sottotribù Brachyglottidinae |
|  |                              |
|  | Sottotribù Chersodominae     |
|  |                              |

|  | Sottotribù Othonninae   |
|  |                         |
|  | Sottotribù Senecioninae |
|  |                         |

|  | Sottotribù Brachyglottidinae |
|  |                              |
|  | Sottotribù Chersodominae     |
|  |                              |

|  | Sottotribù Othonninae   |
|  |                         |
|  | Sottotribù Senecioninae |
|  |                         |

|  | Sottotribù Brachyglottidinae |
|  |                              |
|  | Sottotribù Chersodominae     |
|  |                              |

|  | Sottotribù Othonninae   |
|  |                         |
|  | Sottotribù Senecioninae |
|  |                         |

|  | Sottotribù Brachyglottidinae |
|  |                              |
|  | Sottotribù Chersodominae     |
|  |                              |

|  | Sottotribù Othonninae   |
|  |                         |
|  | Sottotribù Senecioninae |
|  |                         |

|  | Sottotribù Brachyglottidinae |
|  |                              |
|  | Sottotribù Chersodominae     |
|  |                              |

|  | Sottotribù Othonninae   |
|  |                         |
|  | Sottotribù Senecioninae |
|  |                         |

I caratteri distintivi della tribù sono:
- l'assenza di rafidi nelle pareti del frutto achenio (sono presenti invece negli ovuli);
- nella maggioranza dei membri del gruppo le linee stigmatiche sono marginali e divise in due fasce parallele (ma non nelle Tussilagininae);
- i fiori del disco in preferenza hanno i lobi corti; i fiori del raggio a volte sono assenti;
- l'involucro è uniseriato (nella quasi totalità delle specie);
- la presenza di particolari alcaloidi pirrolizidinici (tipo Senecionina) e lattoni sesquiterpenici;

I due ultimi caratteri sono considerati tra le principali sinapomorfie della tribù.
Oltre a questi caratteri vanno considerati quelli generali del "supergruppo Asteroideae":
- le linee stigmatiche sono posizionate nella parte interna degli stigmi;
- le antere sono prive di speroni;
- il polline è di tipo echinato;
- i fiori del disco sono in genere attinomorfi;
- la disposizione delle foglie lungo il caule è in genere alternata;

### Elenco dei generi
La tribù comprende 6 sottotribù, 160 generi e 3 828 specie:

#### Sottotribù Abrotanellinae
La sottotribù Abrotanellinae (Gaudich.) Cass., 1825  comprende 1 genere e 22 specie:
- Abrotanella (Gaudich.) Cass., 1825 (22 spp.)

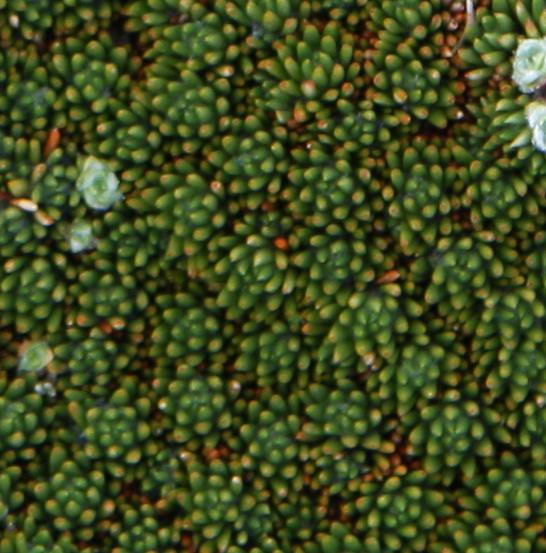
Abrotanella forsteroides
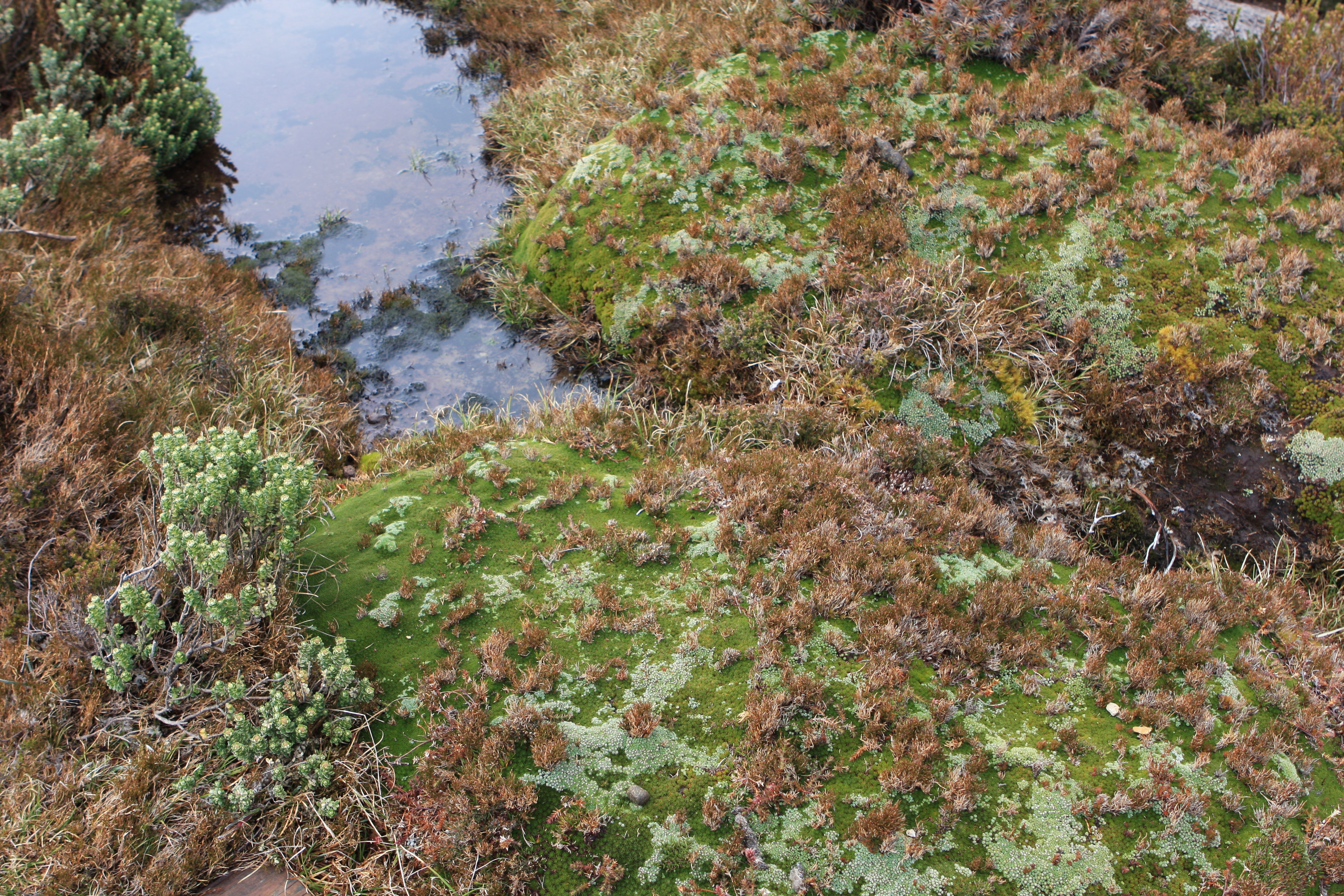
Abrotanella forsteroides

#### Sottotribù Brachyglottidinae
La sottotribù Brachyglottidinae Pelser, 2007 comprende 10 generi e 66 specie:
- Acrisione B. Nord., 1985 (2 spp.)
- Bedfordia DC., 1833 (3 spp.)
- Brachyglottis J.R. Forst & G. Forst, 1776 (31 spp.)
- Caputia B.Nord. & Pelser, 2012 (5 spp.)
- Centropappus Hook. f., 1847 (1 sp.)
- Dolichoglottis B. Nord., 1978 (2 spp.)
- Papuacalia Veldk., 1991 (17 spp.)
- Haastia Hook. f., 1864 (3 spp.)
- Traversia Hook. f., 1864 (1 sp.)
- Urostemon B. Nord., 1978 (1 sp.)

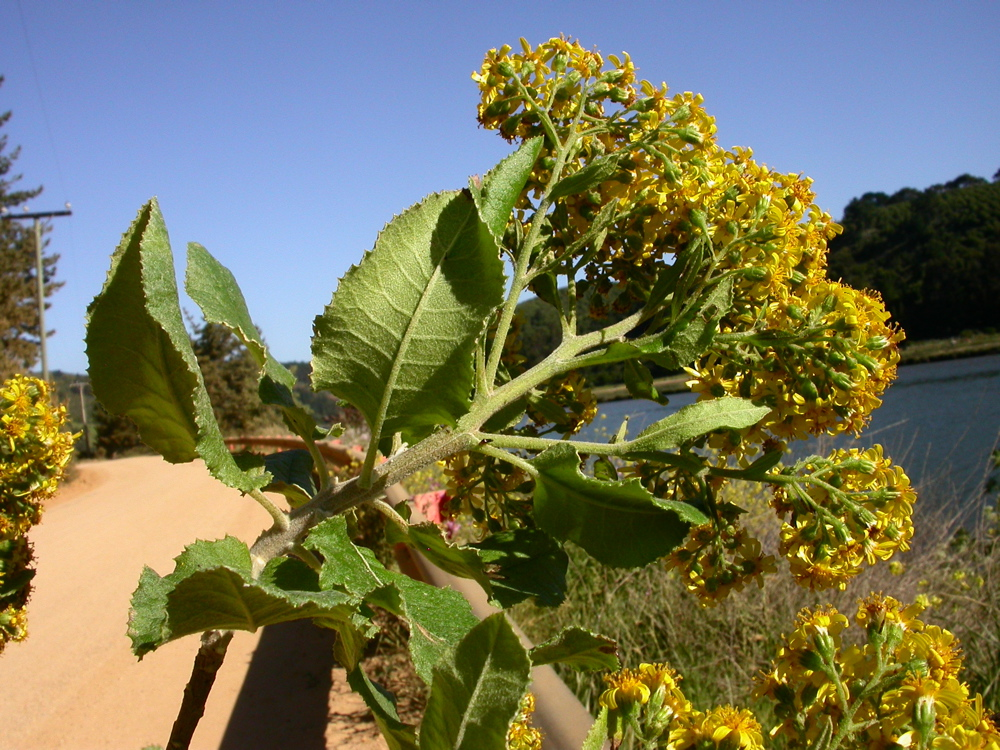
Acrisione denticulata
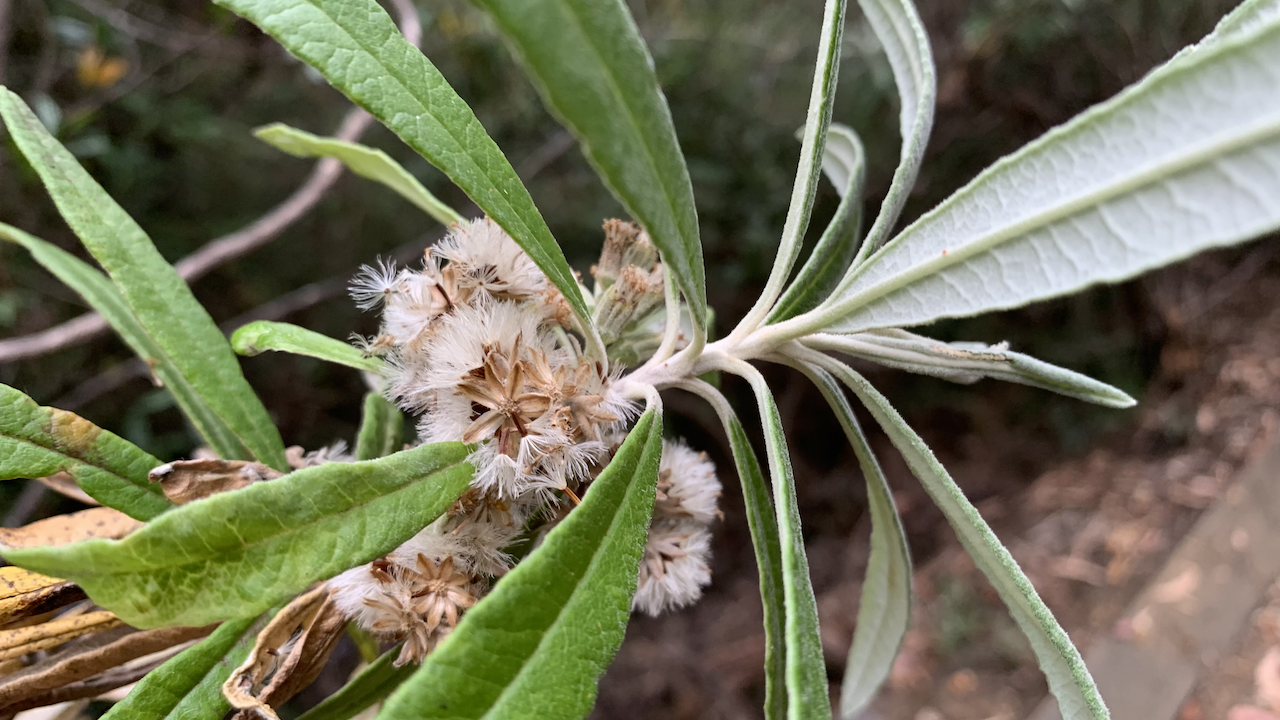
Bedfordia salicina
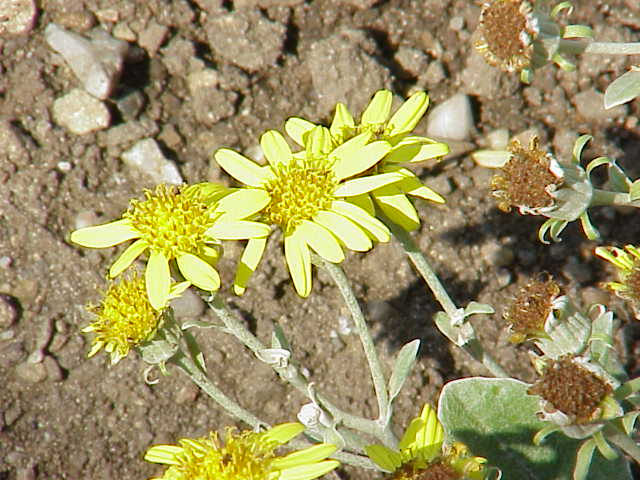
Brachyglottis greyi

#### Sottotribù Chersodominae
La sottotribù Chersodominae Pelser et al., 2007 comprende 1 genere e 11 specie:
- Chersodoma Rudolph Amandus Philippi, 1891 (11 spp.)

#### Sottotribù Othonninae
La sottotribù Othonninae Less., 2007 comprende 8 generi e 236 specie:
- Bafutia C.D.Adams, 1962 (1 sp.)
- Crassothonna B.Nord., 2012 (14 spp.)
- Euryops (Cass.) Cass., 1820 (103 spp.)
- Gymnodiscus Less., 1831 (2 spp.)
- Hertia Less., 1832 (9 spp.)
- Lopholaena DC., 1838 (20 spp.)
- Oligothrix DC., 1838 (1 sp.)
- Othonna L., 1753 (86 spp.)

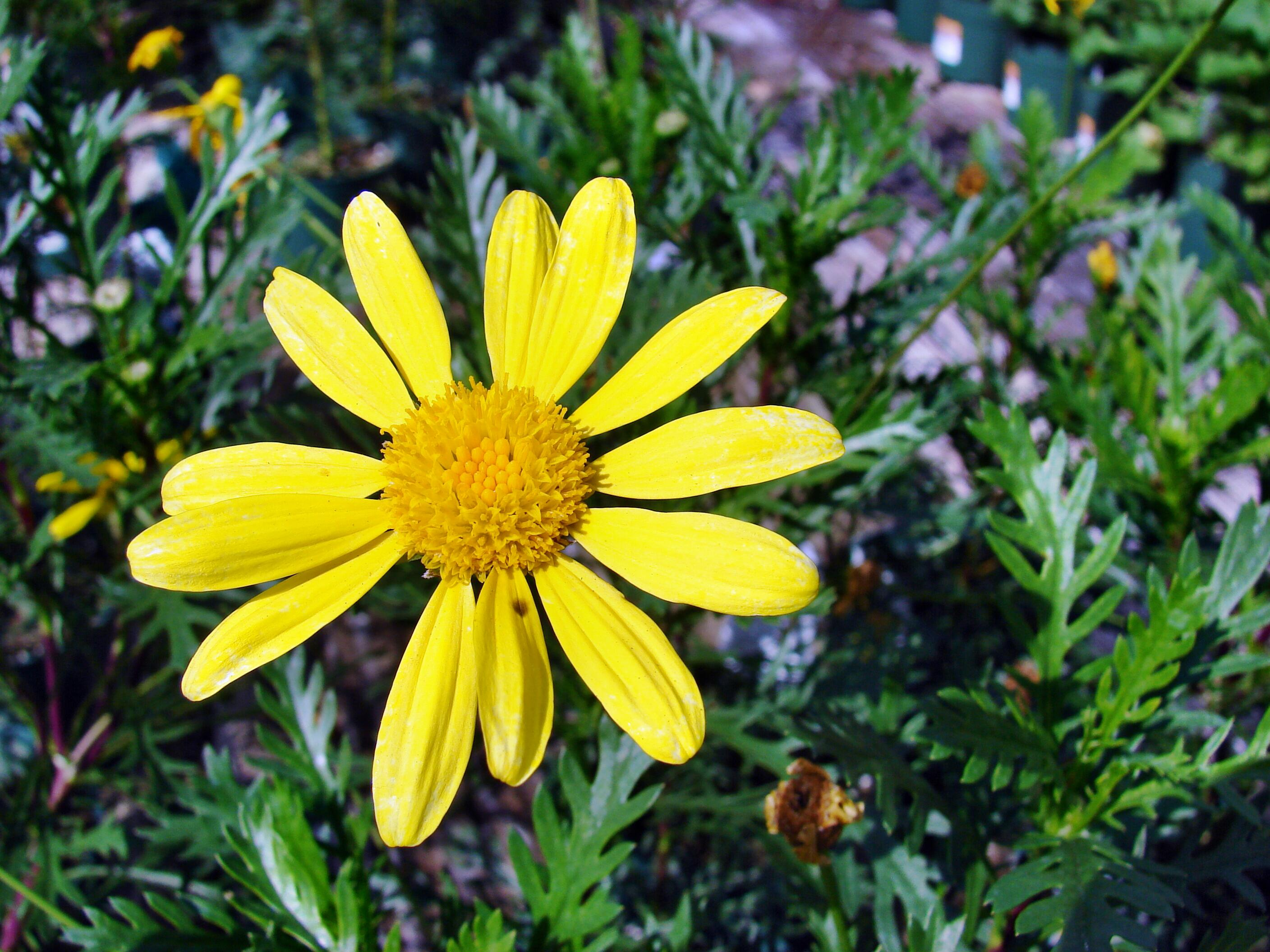
Euryops pectinatus
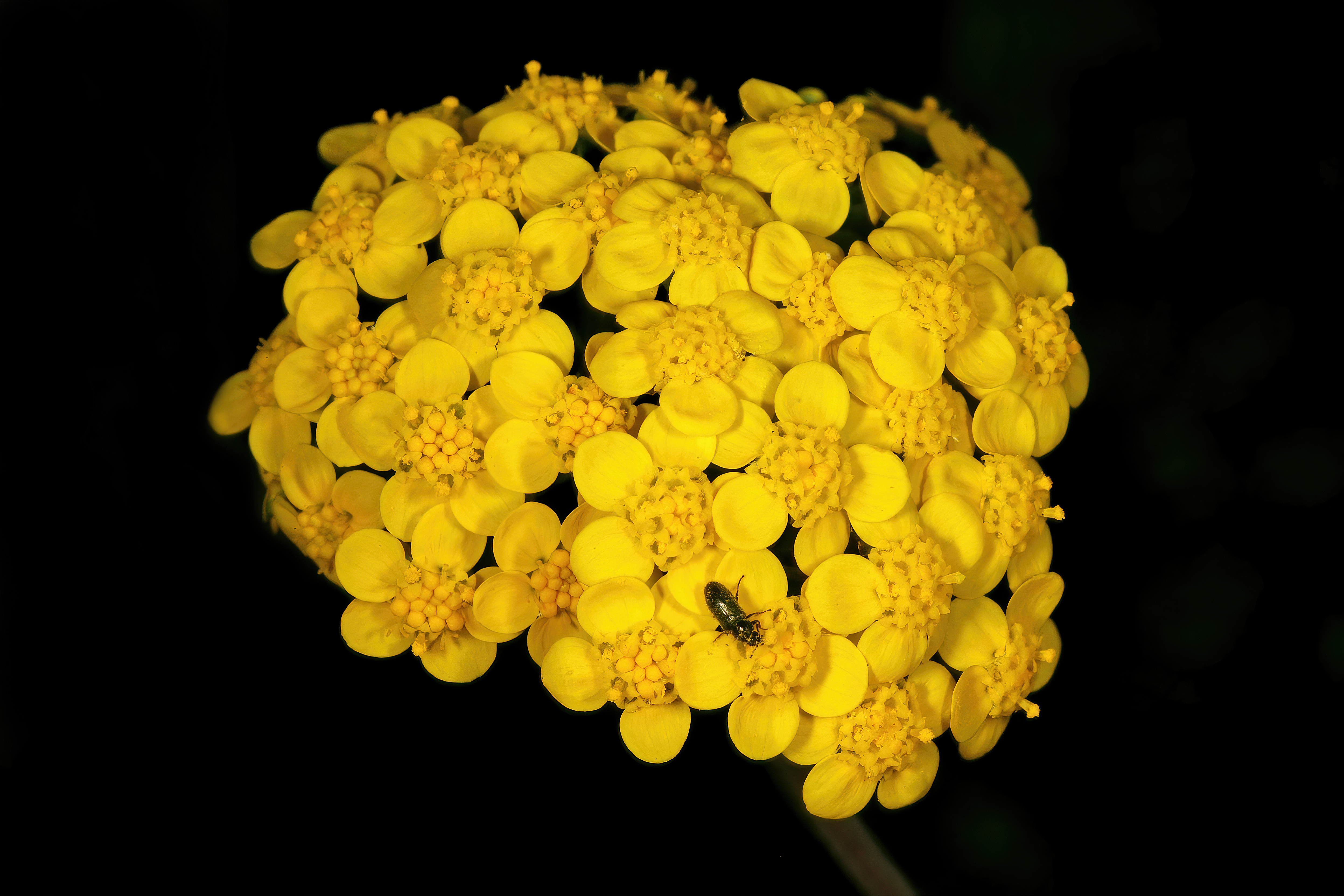
Gymnodiscus capillaris
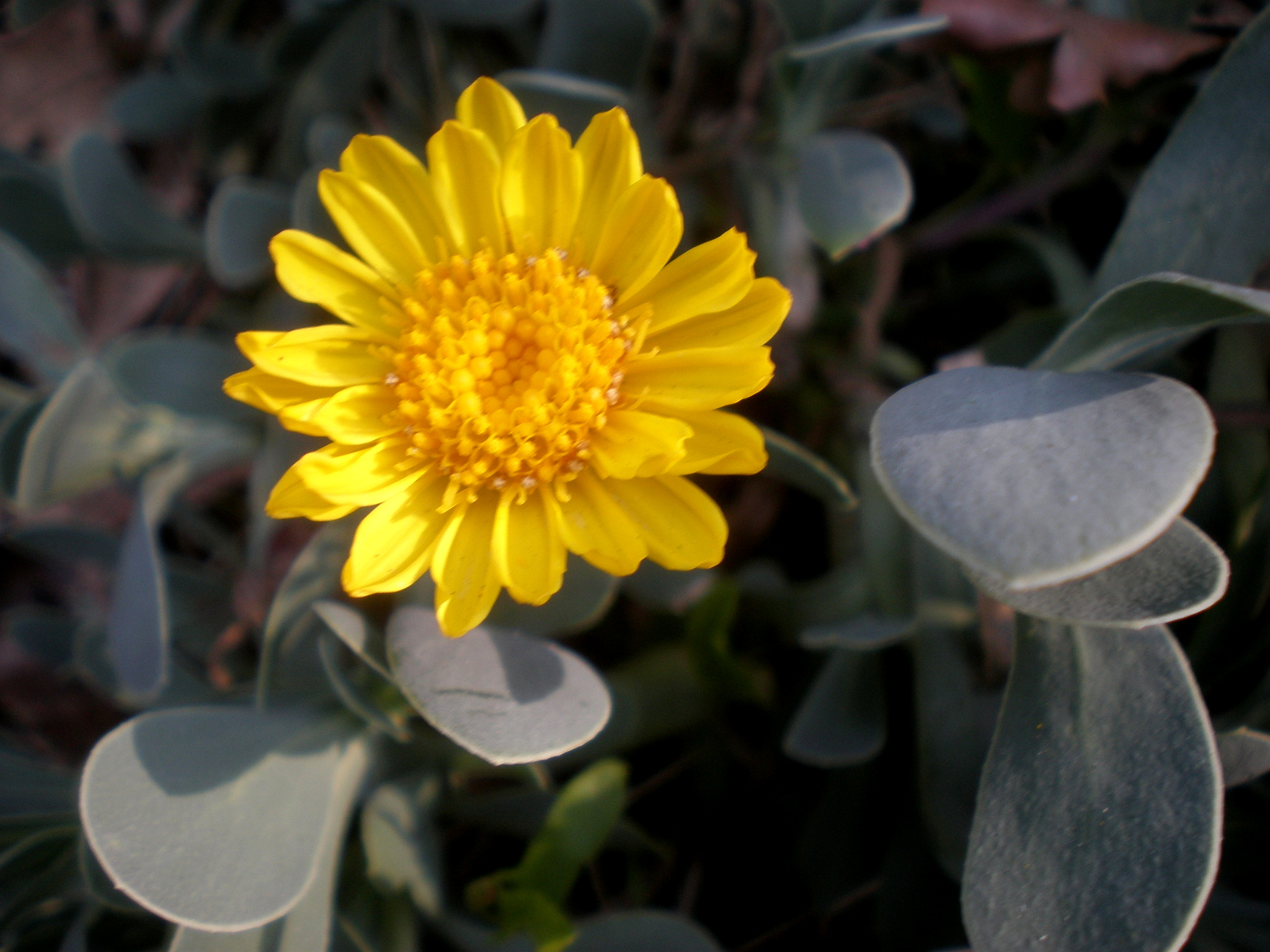
Hertia cheirifolia
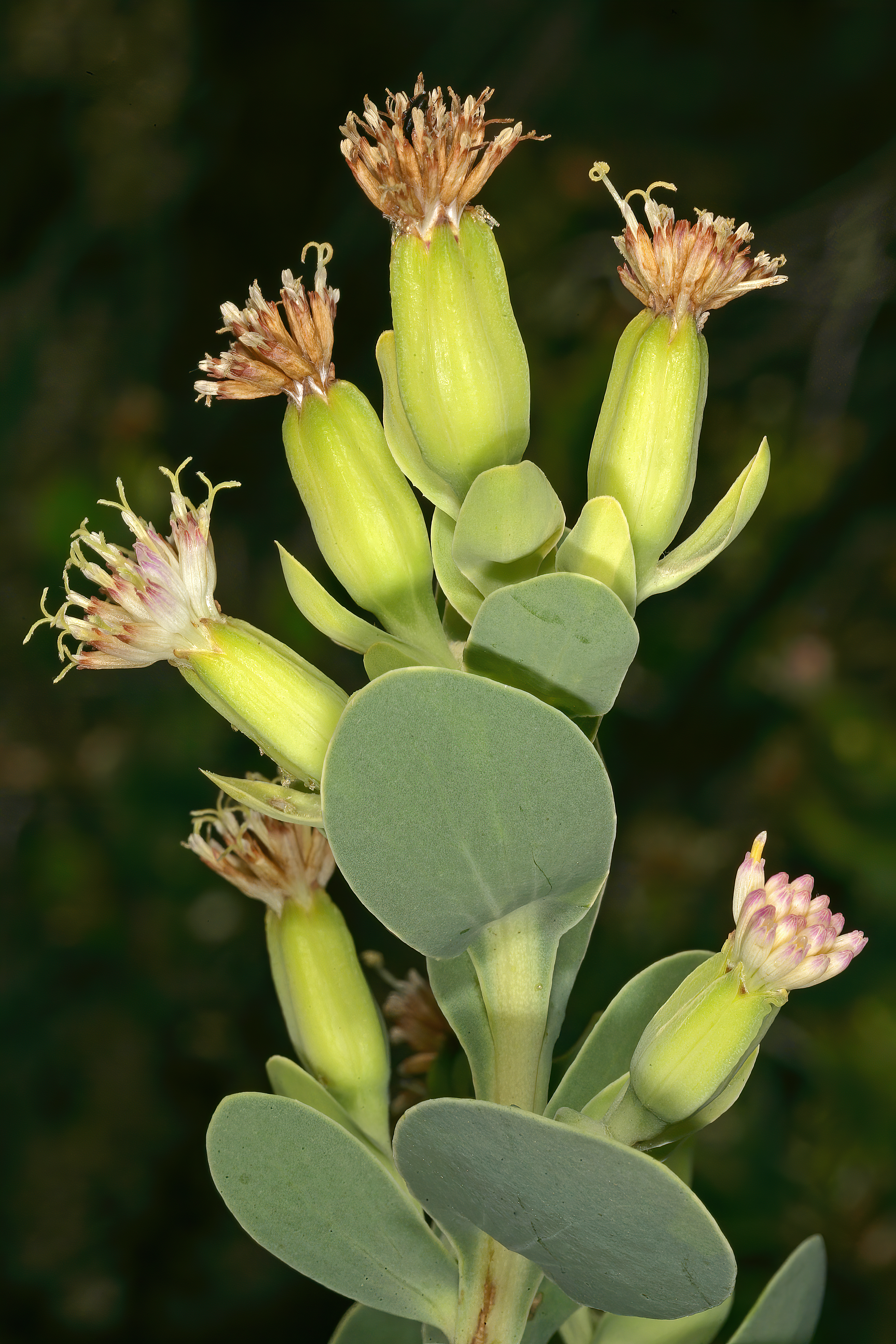
Lopholaena coriifolia
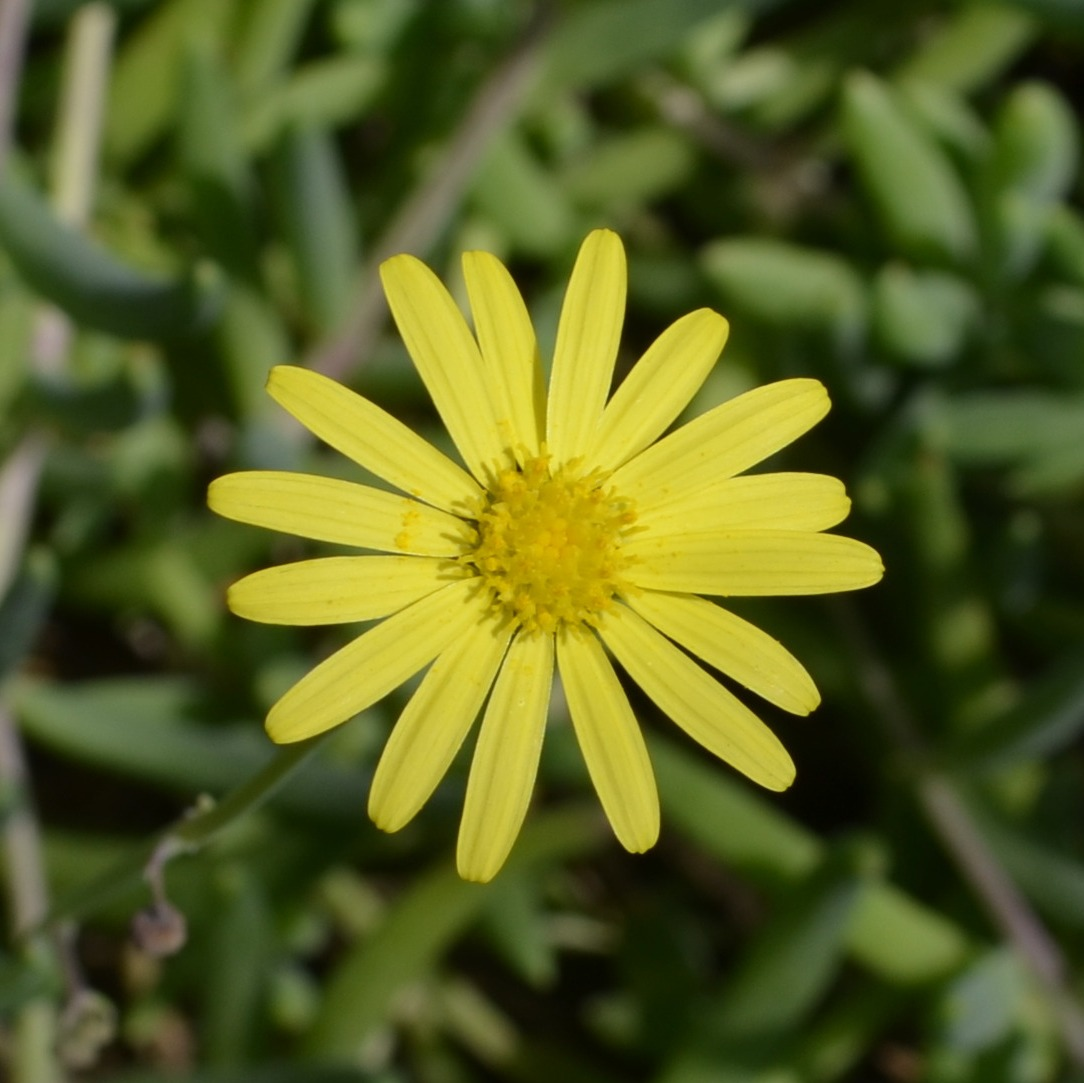
Othonna capensis

#### Sottotribù Senecioninae
La sottotribù Senecioninae Dumort., 1827 comprende 91 generi e 2692 specie:
- Adenostyles Cass., 1816 (6 spp.)
- Aetheolaena Cass., 1827 (22 spp.)
- Antillanthus B. Nord., 2006 (17 spp.)
- Arbelaezaster Cuatrec., 1986 (1 sp.)
- Arrhenechthites Mattf., 1938 (8 spp.)
- Austrosynotis C. Jeffrey, 1986 (1 sp.)
- Baculellum L.V.Ozerova & A.C.Timonin, 2017 (1 sp.)
- Bertilia Cron, 2013 (1 sp.)
- Bethencourtia Choisy, 1825 (3 spp.)
- Bolandia Cron, 2006 (5 spp.)
- Brachionostylum Mattf., 1932 (1 sp.)
- Cabreriella Cuatrec., 1980 (2 spp.)
- Cadiscus E.Mey. ex DC., 1838 (1 sp.)
- Caucasalia B. Nord., 1997 (4 spp.)
- Caxamarca Dillon & Sagastegui, 1999 (2 spp.)
- Charadranaetes J. Janovec & H. Rob., 1997 (1 sp.)
- Cineraria L., 1763 (48 spp.)
- Cissampelopsis (DC.) Miq., 1856 (12 spp.)
- Crassocephalum Moench, 1794 (26 spp.)
- Culcitium Humb. & Bonpl., 1808 (17 spp.)
- Curio P.V.Heath, 1997 (17 spp.)
- Dauresia (Cuatrec.) B. Nord. & Pelser, 2005 (2 spp.)
- Delairea Lem., 1844 (2 spp.)
- Dendrophorbium (Cuatrec.) C. Jeffrey, 1992 (82 spp.)
- Dendrocacalia (Nakai) Nakai ex Tuyama, 1936 (1 sp.)
- Dendrosenecio (Hauman ex Hedberg) B. Nord., 1978 (12 spp.)
- Dolichorrhiza (Pojark.) Galushko, 1970 (4 spp.)
- Dorobaea Cass., 1827 (3 spp.)
- Dresslerothamnus H.Rob., 1978 (5 spp.)
- Ekmaniopappus A. Borhidi, 1992 (1 sp.)
- Elekmania B. Nord., 2006 (9 spp.)
- Emilia (Cass.) Cass., 1825 (126 spp.)
- Erechtites Raf., 1817 (8 spp.)
- Eriothrix Cass., 1817 (2 spp.)
- Faujasia Cass., 1819 (4 spp.)
- Faujasiopsis C. Jeffrey, 1992 (3 spp.)
- Garcibarrigoa Cuatrec., 1986 (2 spp.)
- Graphistylis B. Nord., 1978 (9 spp.)
- Gynura Cass., 1825 (54 spp.)
- Hainanecio Ying Liu & Q.E.Yang, 2011 (1 sp.)
- Hasteola Raf., 1836 (3 spp.)
- Herodotia Urb. & Ekm., 1926 (1 sp.)
- Herreranthus B. Nord., 2006 (1 sp.)
- Hoehnephytum Cabrera, 1950 (3 spp.)
- Hubertia Bory, 1804 (24 spp.)
- Humbertacalia C. Jeffrey, 1992 (9 spp.)
- Ignurbia B. Nord., 2006 (1 sp.)
- Io B. Nord., 2003 (1 sp.)
- Iranecio B. Nord., 1989 (4 spp.)
- Jacmaia B. Nord., 1978 (1 sp.)
- Jacobaea Mill., 1754 (65 spp.)
- Jessea H. Rob. & Cuatrec., 1994 (3 spp.)
- Kleinia Mill., 1754 (circa 55 spp.)
- Lachanodes DC., 1833 (1 sp.)
- Lamprocephalus B. Nord., 1976 (1 sp.)
- Lasiocephalus Schlecht., 1818 (4 spp.)
- Leonis B. Nord., 2006 (1 sp.)
- Lomanthus B. Nord. & Pelser, 2009 (20 spp.)
- Lordhowea B. Nord., 1978 (4 spp.)
- Lundinia B. Nord., 2006 (1 sp.)
- Mattfeldia Urb., 1931 (1 sp.)
- Mesogramma DC., 1838 (1 sp.)
- Mikaniopsis Milne-Redh., 1956 ( 15 spp.)
- Misbrookea V.A. Funk, 1997 (1 sp.)
- Monticalia C. Jeffrey, 1992 (81 spp.)
- Nesampelos B. Nord., 2006 (3 spp.)
- Odontocline B.Nord., 1978 (6 spp.)
- Oldfeltia B. Nord. & Lundin, 2002 (1 sp.)
- Oresbia Cron & B. Nord., 2006 (1 sp.)
- Ortizacalia Pruski, 2012 (1 sp.)
- Packera A. Love & D. Love, 1976 (75 spp.)
- Parafaujasia C. Jeffrey, 1992 (2 spp.)
- Pentacalia Cass., 1827 (151 spp.)
- Pericallis D. Don in Sweet, 1834 (16 spp.)
- Phaneroglossa B. Nord., 1978 (1 sp.)
- Pladaroxylon (Endl.) Hook f., 1870 (1 sp.)
- Pojarkovia Askerova, 1984 (1 sp.)
- Psednotrichia Hiern., 1898 (3 spp.)
- Pseudogynoxys (Greenm.) Cabrera, 1950 (16 spp.)
- Robinsonia DC., 1833 (8 spp.)
- Scrobicaria Cass., 1827 (3 spp.)
- Senecio L., 1753 (1 467 spp.)
- Shafera Greenm., 1912 (1 sp.)
- Solanecio (Sch. Bip.) Walp., 1846 (17 spp.)
- Steirodiscus Less., 1832 (6 spp.)
- Stilpnogyne DC., 1838 (1 sp.)
- Synotis (C.B. Clarke) C. Jeffrey & Y.L. Chen, 1984 (60 spp.)
- Talamancalia H. Rob. & Cuatrec., 1994 (2 spp.)
- Turanecio Hamzaoğlu, 2011 (12 spp.)
- Werneria Kunth, 1818 (47 spp.)
- Zemisia B. Nord., 2006 (2 spp.)

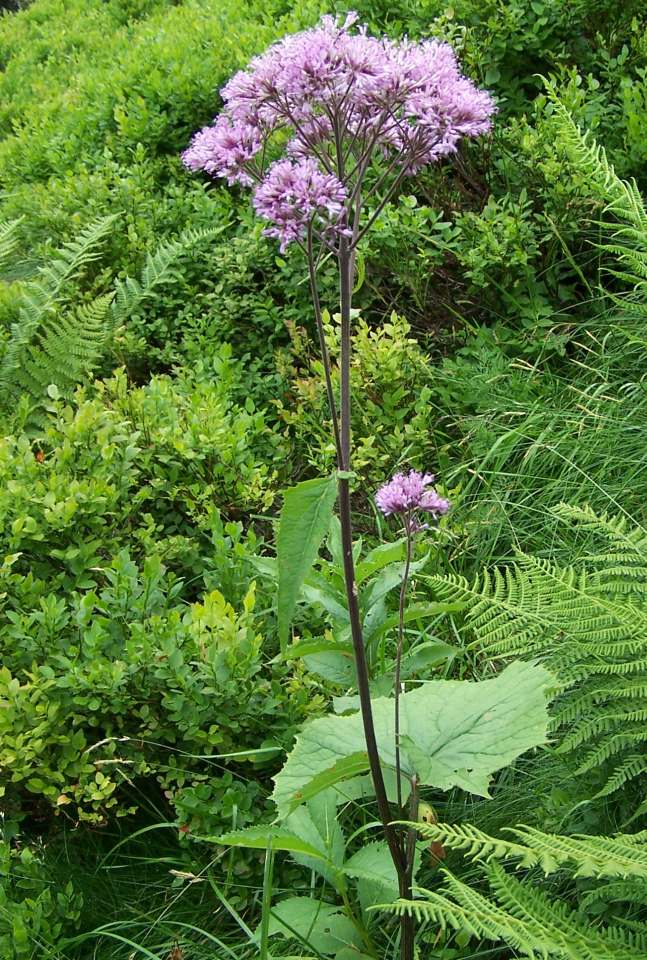
Adenostyles alliariae
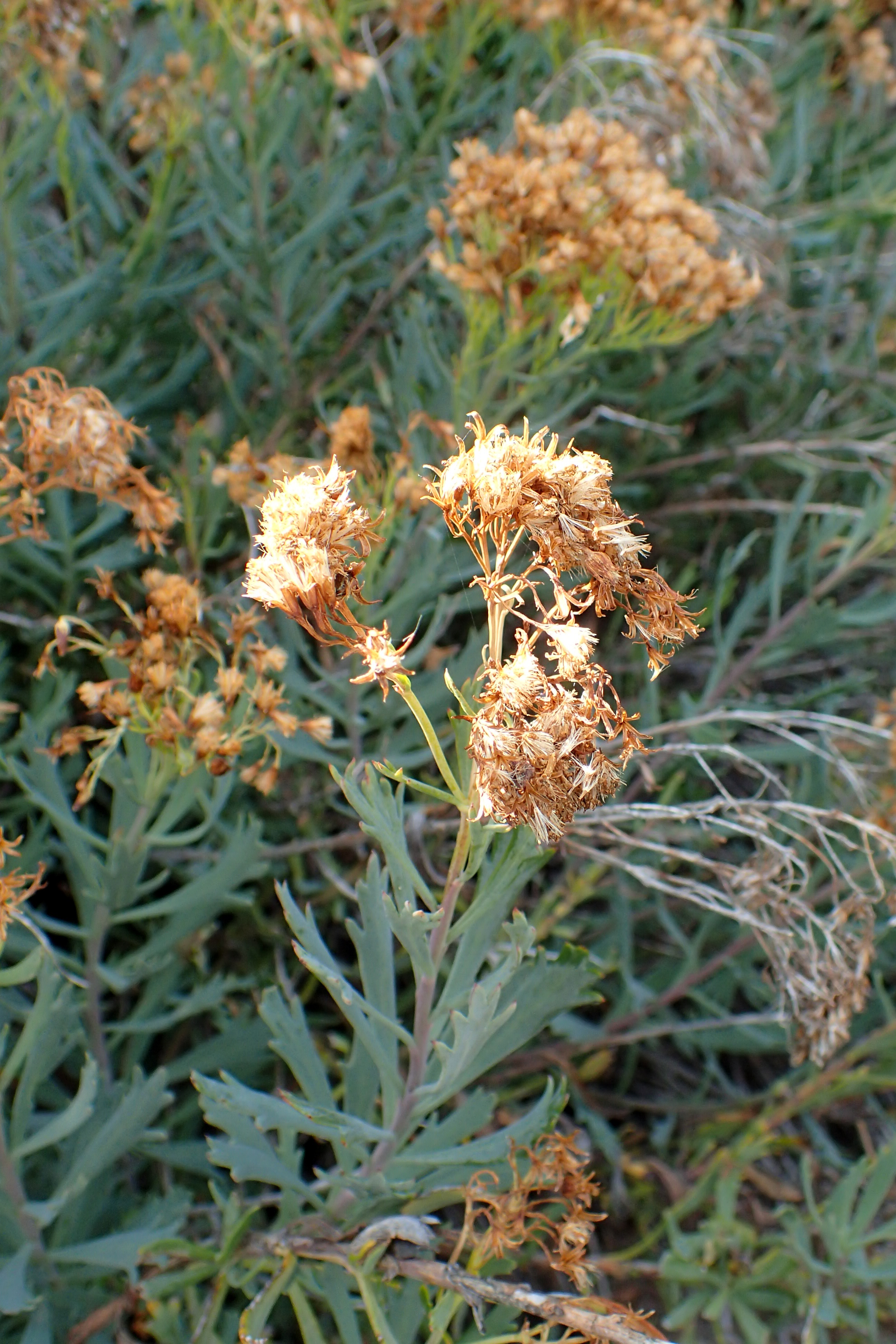
Bethencourtia palmensis
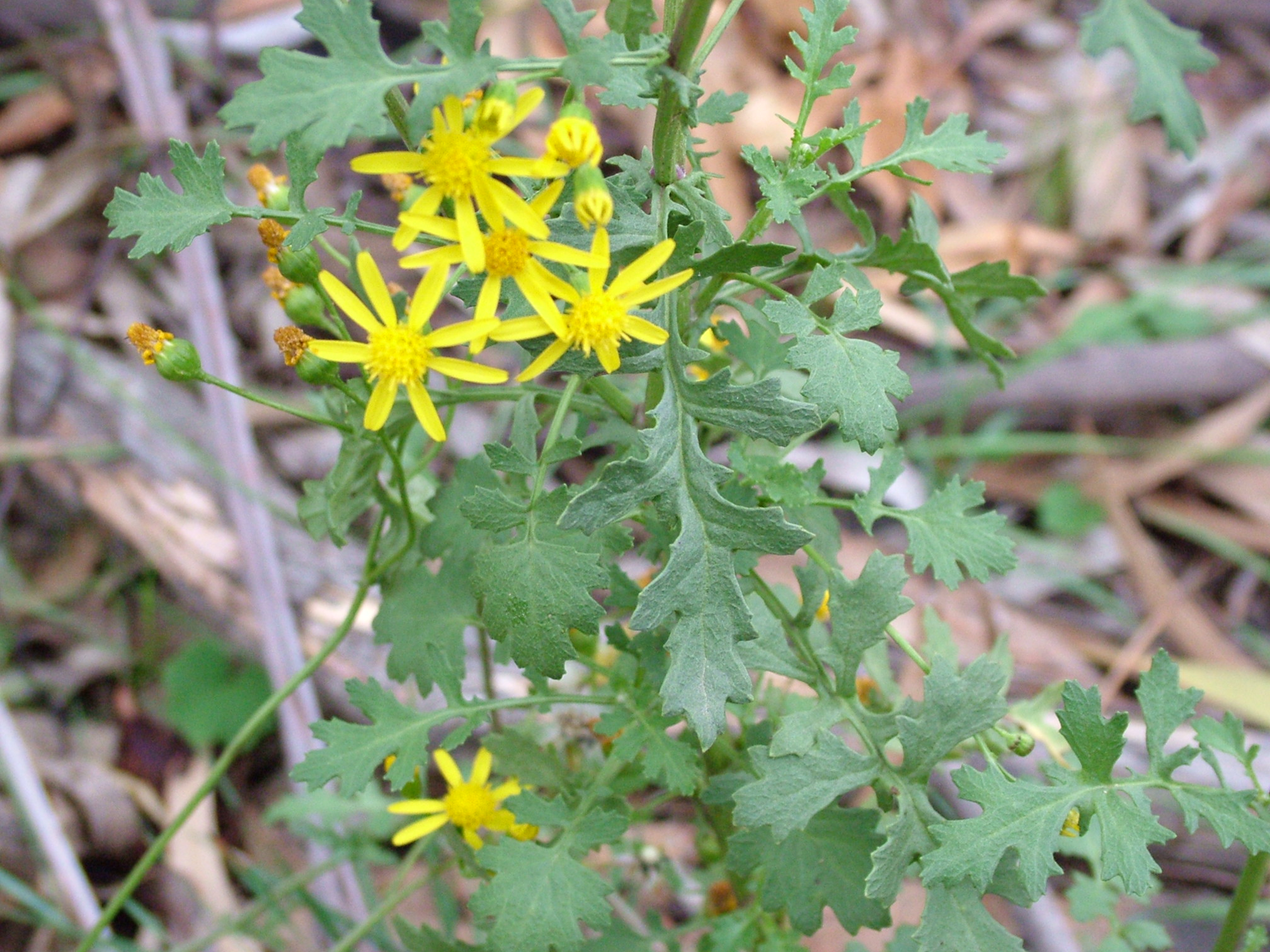
Cineraria lyratiformis
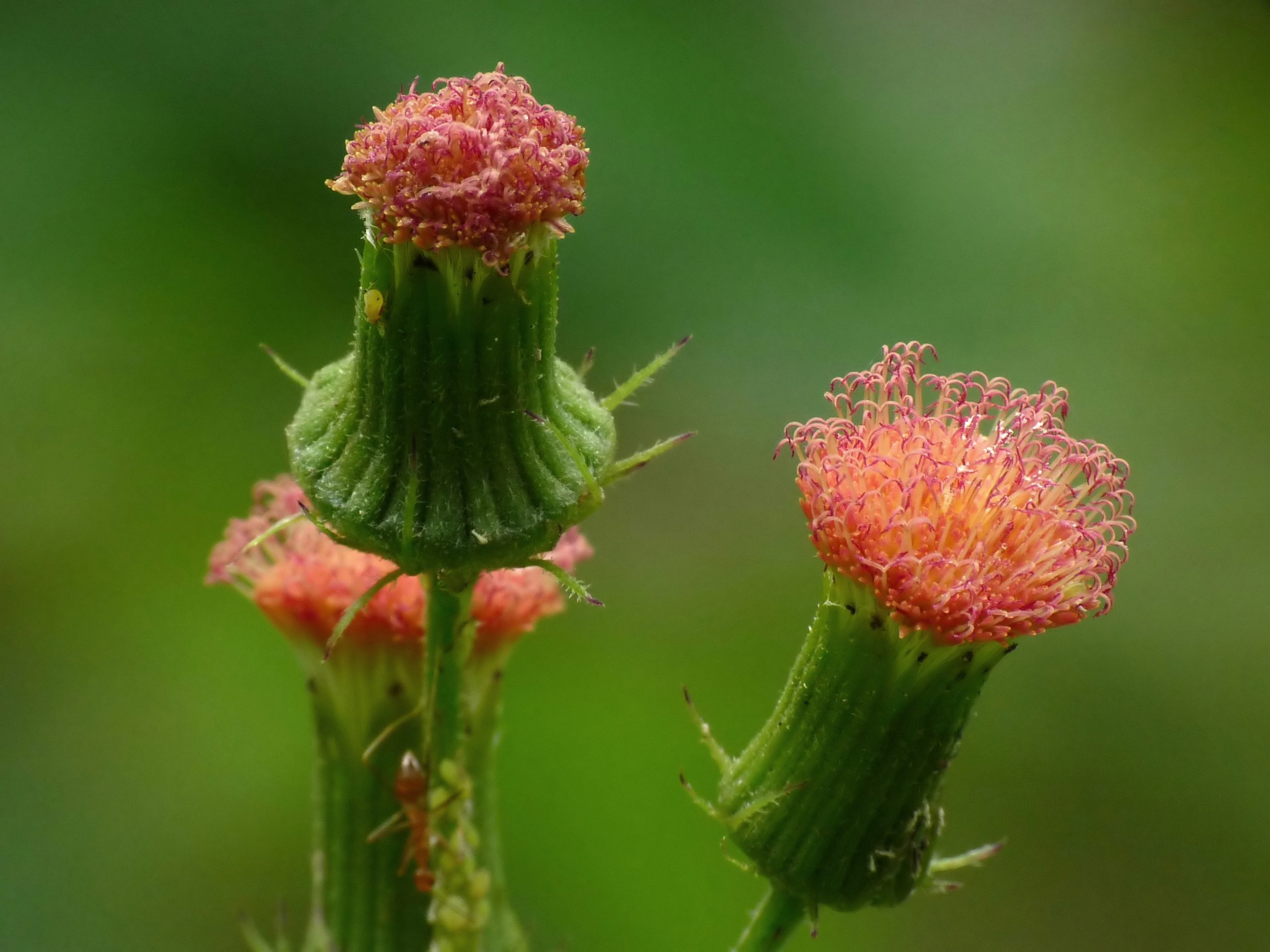
Crassocephalum crepidioides
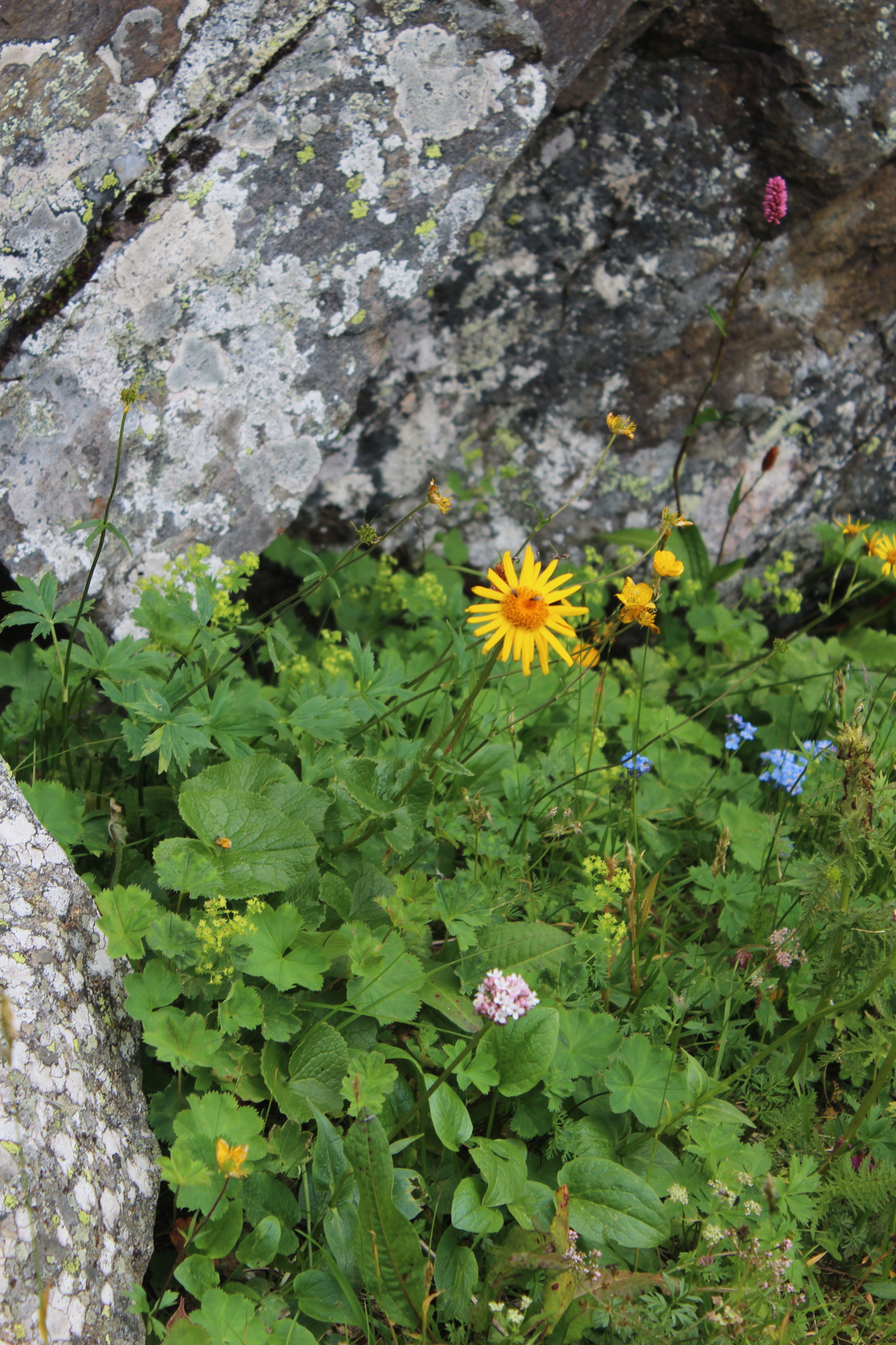
Dolichorrhiza caucasica
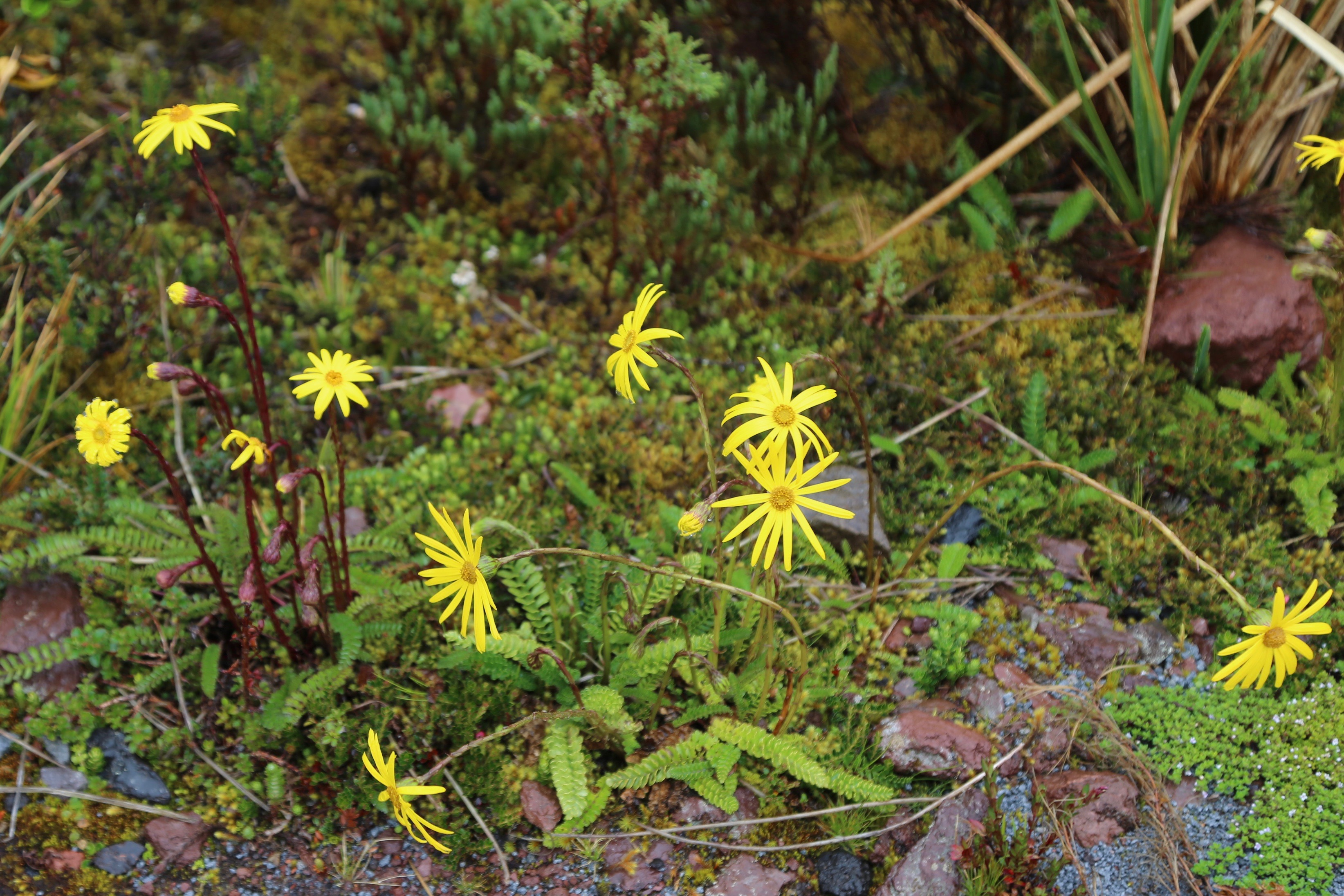
Dorobaea pimpinellifolia
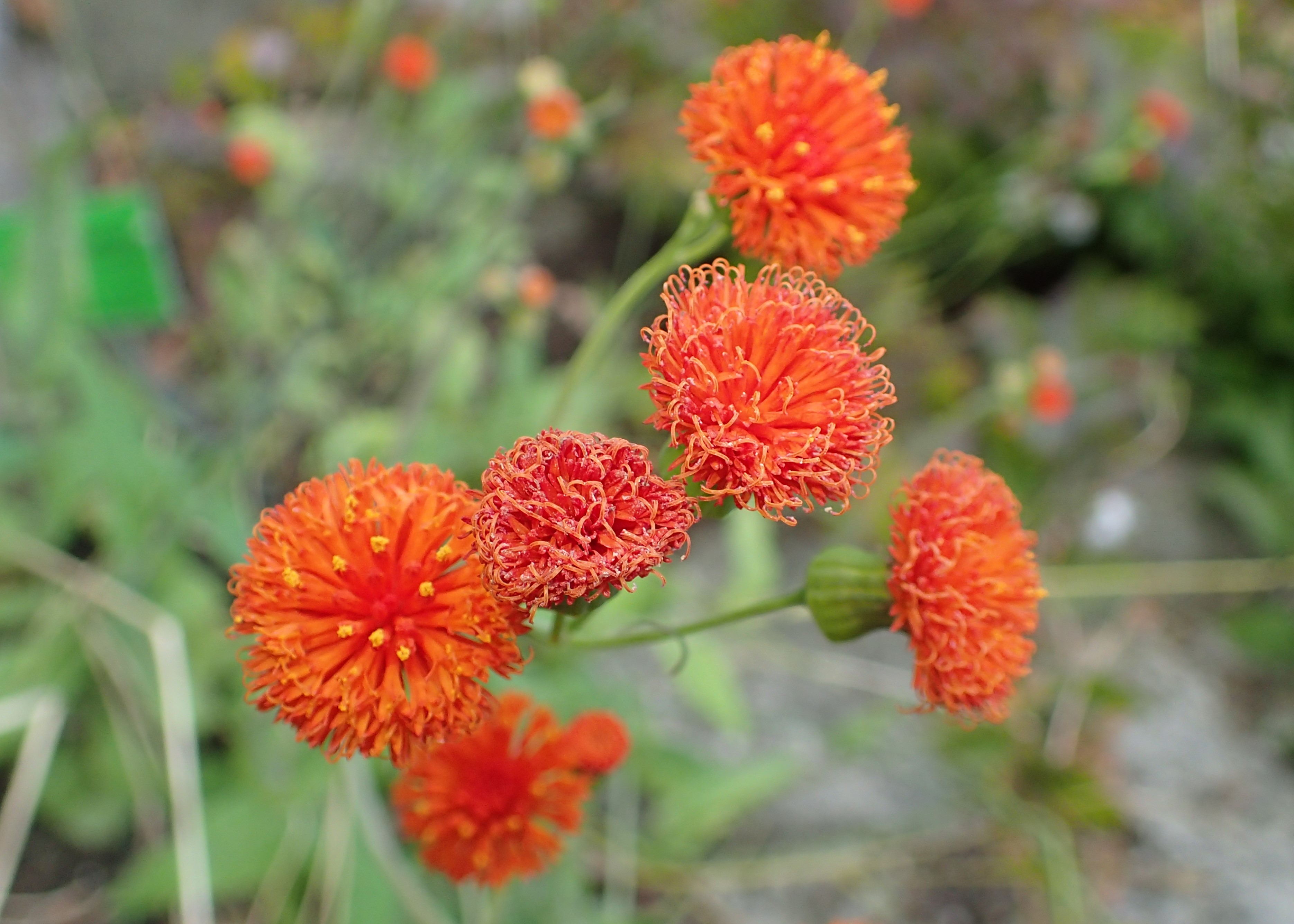
Emilia javanica
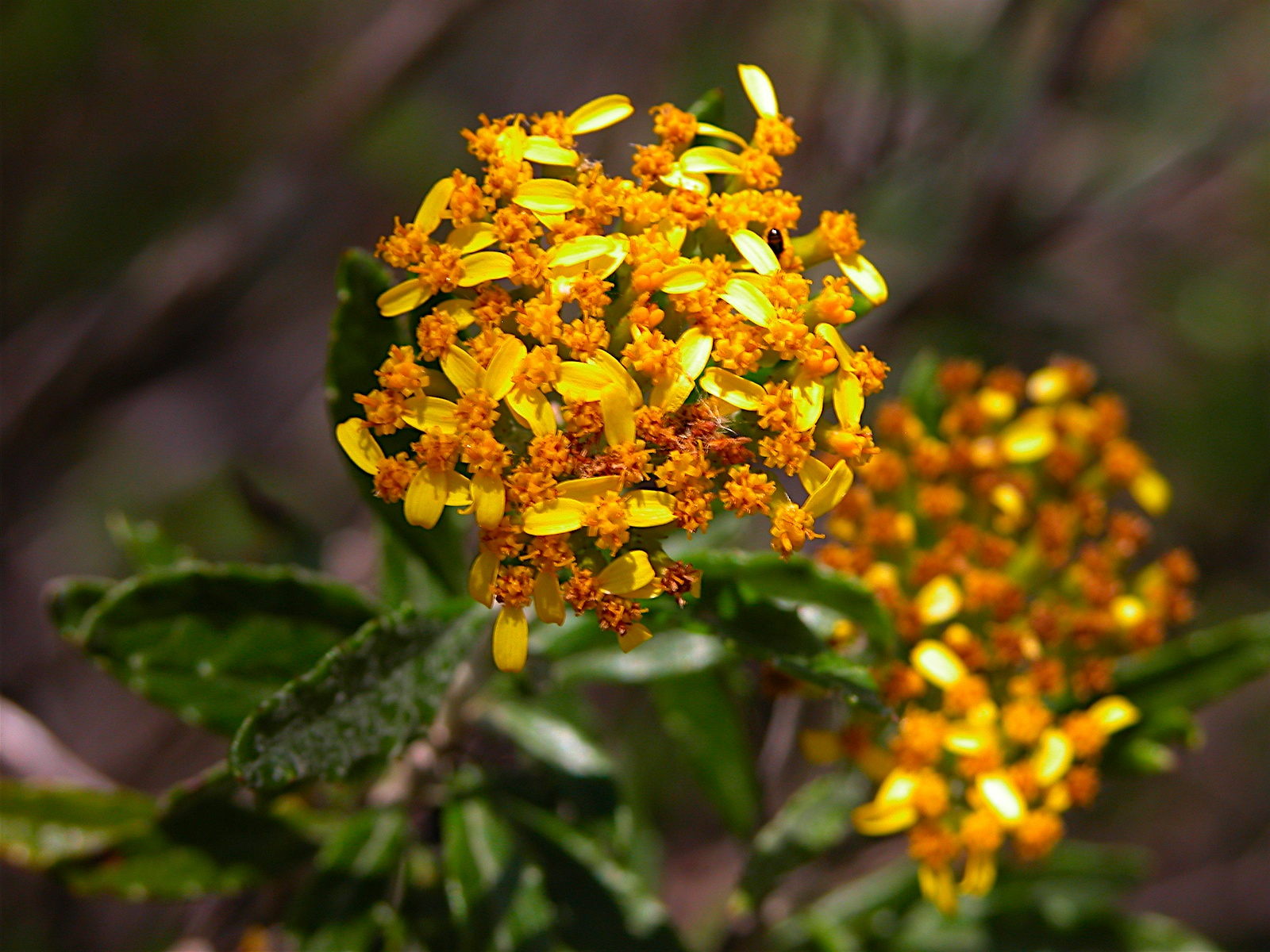
Elekmania barahonensis
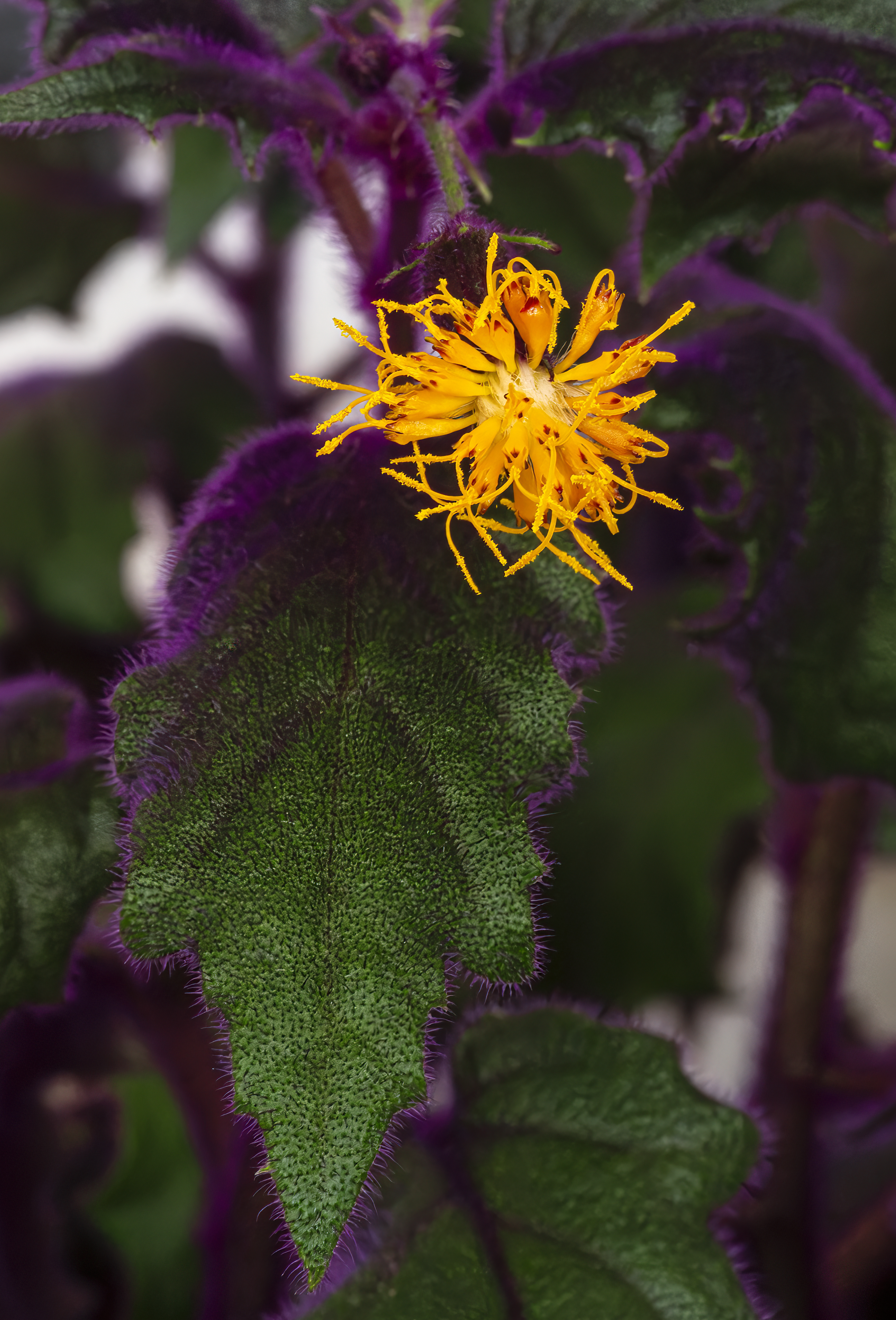
Gynura aurantiaca
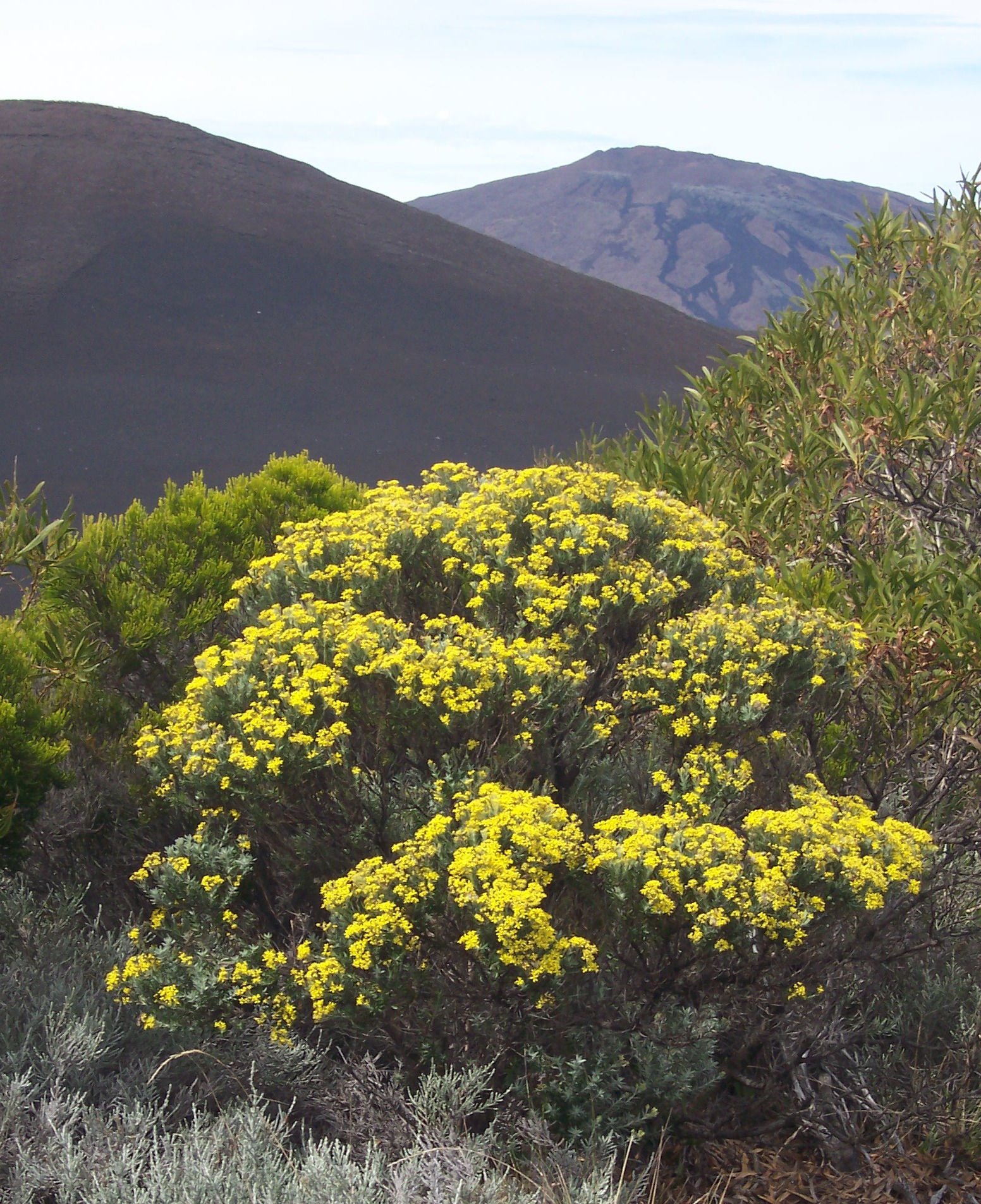
Hubertia tomentosa
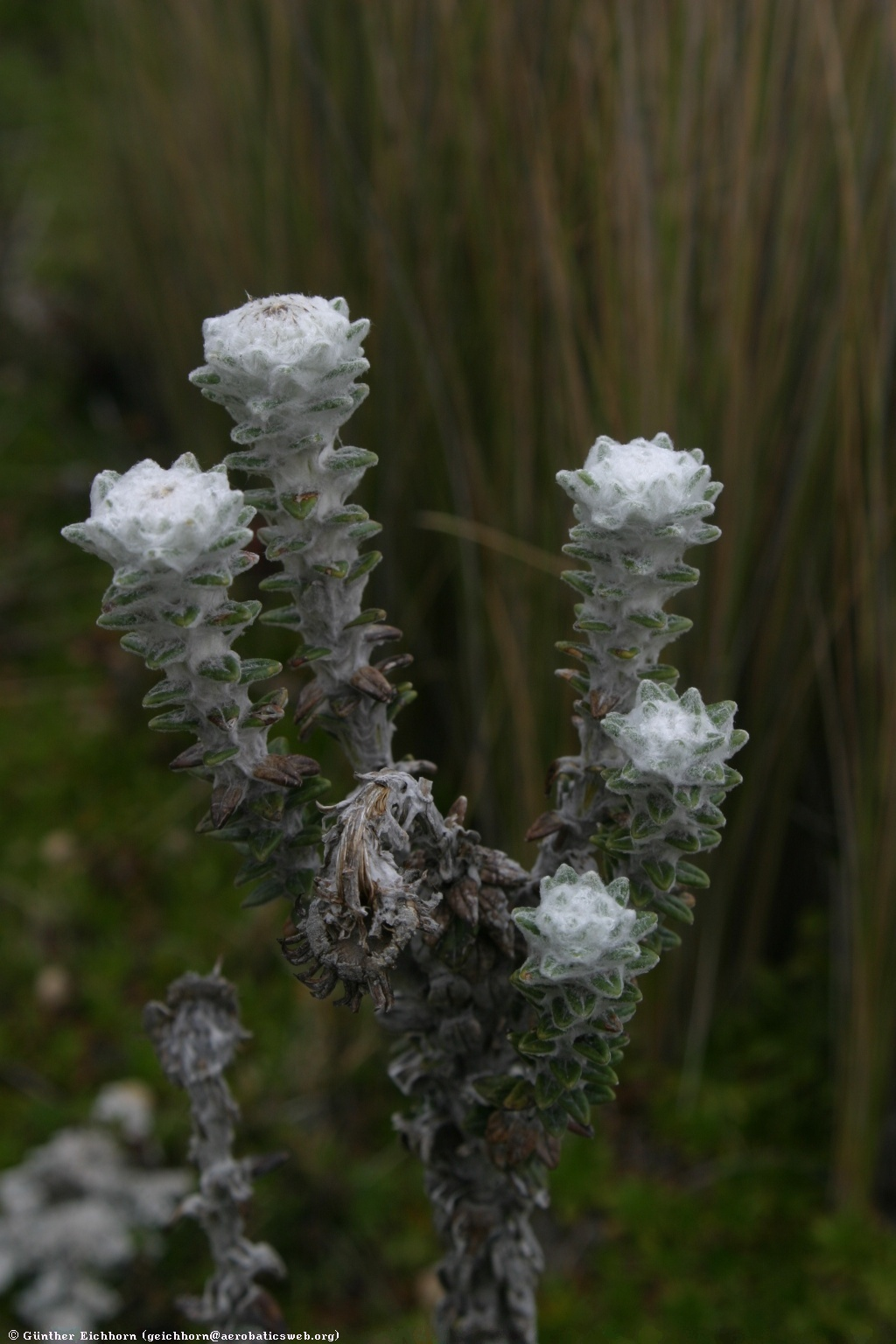
Lasiocephalus ovatus
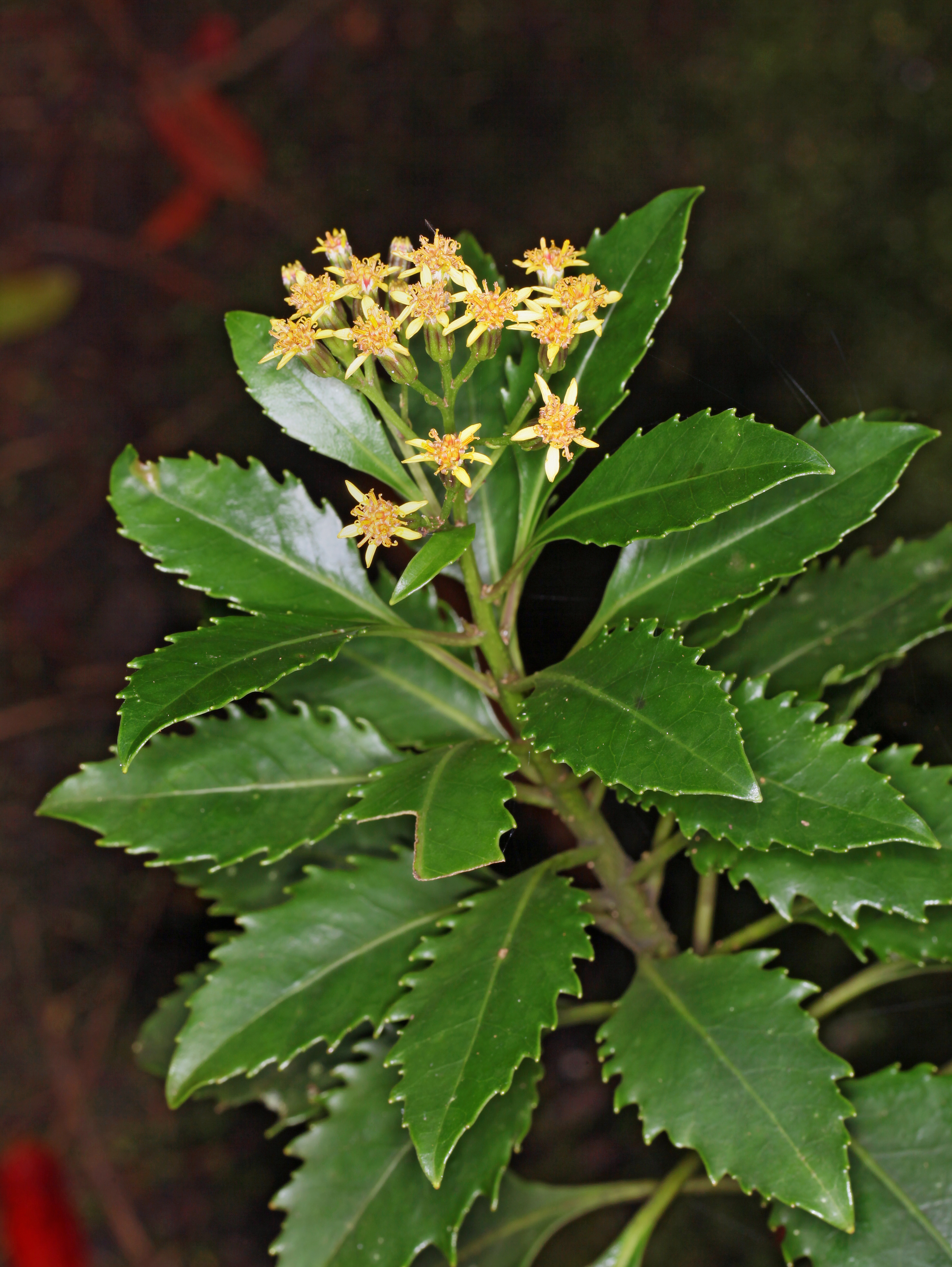
Lordhowea insularis

#### Sottotribù Tussilagininae
La sottotribù Tussilagininae Dumort., 1827 comprende 47 generi e 798 specie:
- Aequatorium  B. Nord., 1978  (13 spp.)
- Arnoglossum  Raf., 1817  (8 spp.)
- Barkleyanthus  H. Rob. & Brettell, 1974 (1 sp.)
- Blennosperma  Less., 1832  (3 spp.)
- Cacaliopsis A. Gray, 1883  (1 sp.)
- Capelio  B. Nord., 2002  (3 spp.)
- Cremanthodium  Benth., 1873  (79 spp.)
- Crocidium  Hook., 1894  (1 sp.)
- Digitacalia Pippen, 1968 (6 spp.)
- Endocellion  Turcz. ex Herder, 1865  (2 spp.)
- Farfugium  Lindl., 1857  (2 spp.)
- Gynoxys  Cass., 1827  (116 spp.)
- Homogyne  Cass., 1816  (3 spp.)
- Ischnea  F. Muell., 1889  (6 spp.)
- Japonicalia C.Ren & Q.E.Yang, 2017 (3 spp.)
- Lepidospartum  (A. Gray) A. Gray, 1883  (3 spp.)
- Ligularia  Cass., 1816  (147 spp.)
- Ligulariopsis  Y.L.Chen, 1996  (1 sp.)
- Luina  Benth., 1873  (2 spp.)
- Miricacalia  Kitam., 1936  (1 sp.)
- Mixtecalia Redonda-Mart., García-Mend. & D.Sandoval, 2020 (1 sp.)
- Nelsonianthus H.Rob. & Bretell, 1973 (2 spp.)
- Nemosenecio  (Kitam.) B. Nord., 1978  (6 spp.)
- Nordenstamia  Lundin, 2006  (17 spp.)
- Paracalia Cuatrec., 1960 (3 spp.)
- Paragynoxys  (Cuatrec.) Cuatrec., 1955  (13 spp.)
- Parasenecio  W.W. Smith & Small, 1923  (70 spp.)
- Petasites  Mill., 1754  (18 spp.)
- Pippenalia McVaugh, 1972 (1 sp.)
- Pittocaulon  H. Rob. & Brettell, 1973  (5 spp.)
- Psacaliopsis H.Rob. & Bretell, 1974 (4 spp.)
- Psacalium  Cass., 1826  (52 spp.)
- Rainiera  Greene, 1898  (1 sp.)
- Robinsonecio  T.M. Barkley & J.P. Janovec, 1996  (2 spp.)
- Robinsonia  DC., 1833  (7 spp.)
- Roldana  La Llave & Lex., 1825  (65 spp.)
- Rugelia Shuttlew. ex Chapm., 1860 (1 sp.)
- Sinacalia  B. Nord. & Brettell, 1973  (3 spp.)
- Sinosenecio  B. Nord., 1978  (44 spp.)
- Syneilesis  Maxim., 1859  (7 spp.)
- Taimingasa (Kitam.) C.Ren & Q.E.Yang, 2017 (3 spp.)
- Telanthophora  H. Rob. & Brettel, 1974 (12 spp.)
- Tephroseris  (Reichenb.) Reichenb, 1842 (44 spp.)
- Tetradymia  DC., 1838 (10 spp.)
- Tussilago  L., 1753  (1 sp.)
- Vickifunkia C.Ren, L.Wang, I.D.Illar. & Q.E.Yang, 2020 (10 spp.)
- Villasenoria B.L. Clark, 1999 (1 sp.)
- 'Yermo R.D. Dorn, 1991 (1 sp.)

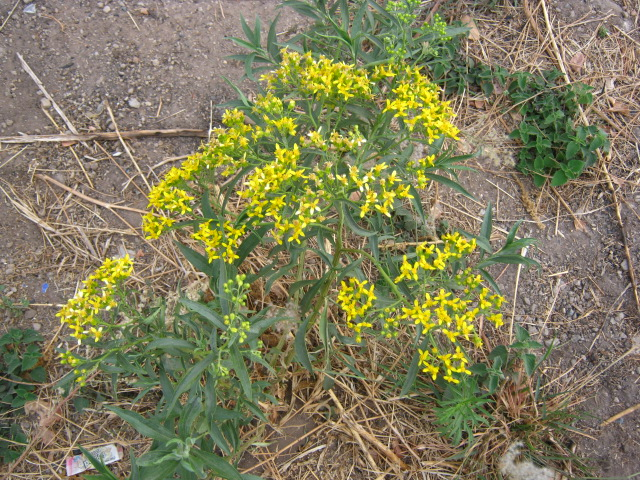
Barkleyanthus salicifolius
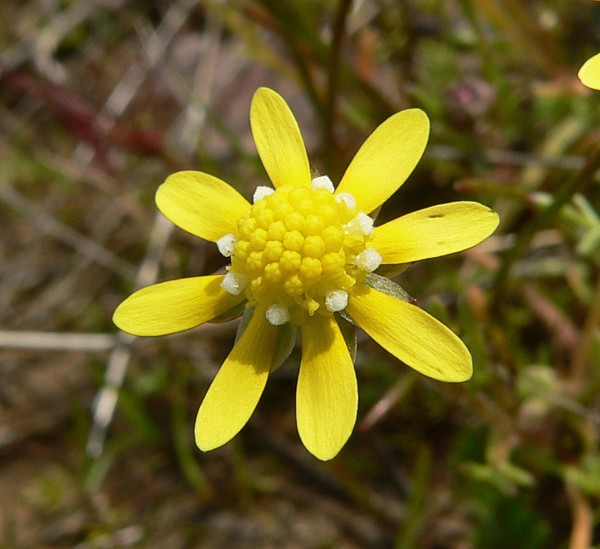
Blennosperma nanum
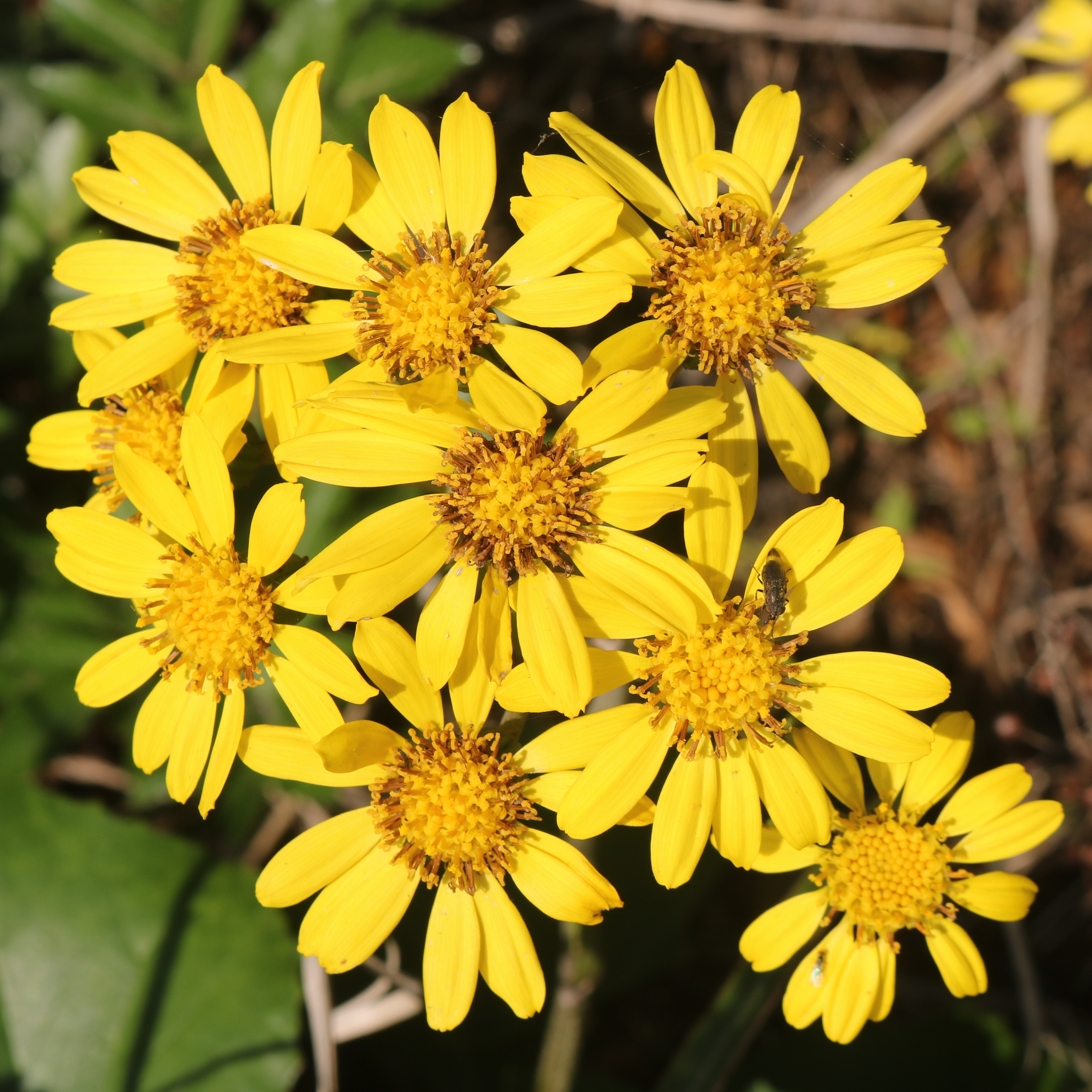
Farfugium japonicum
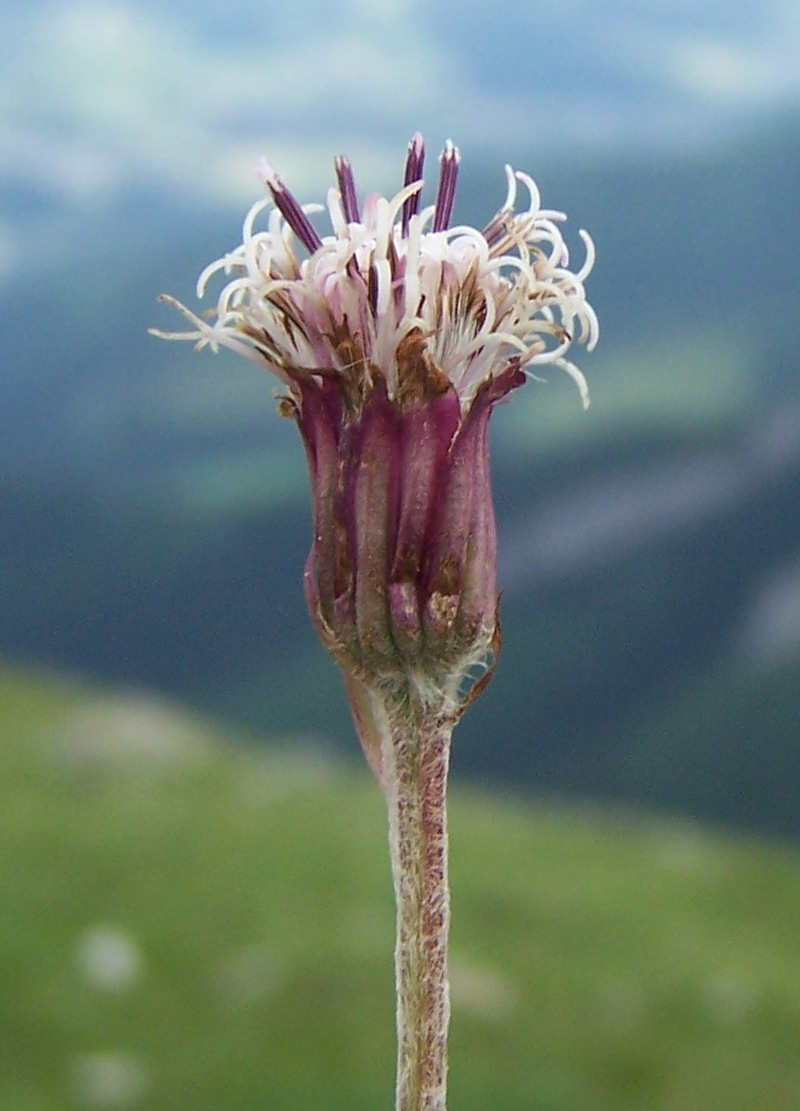
Homogyne alpina
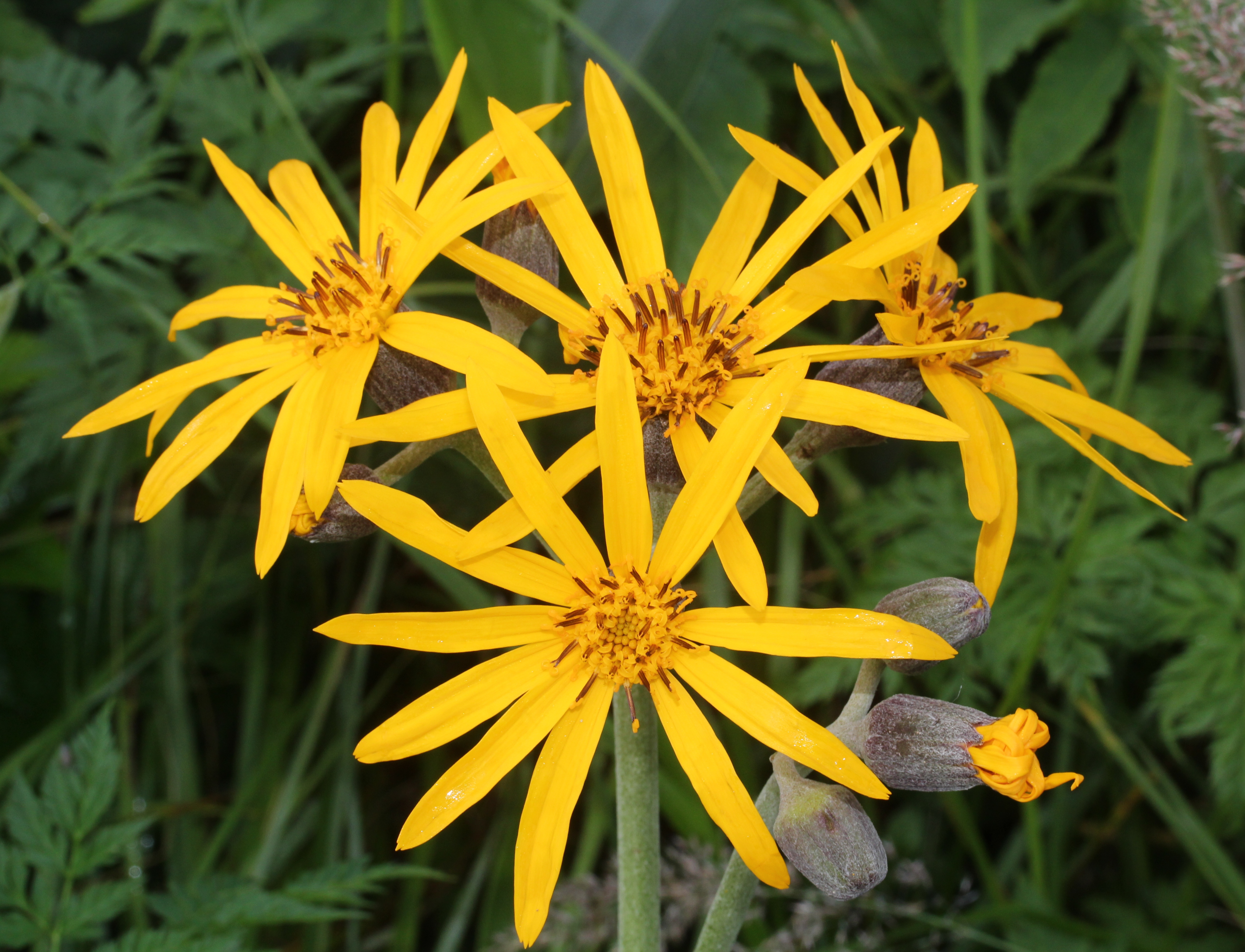
Ligularia dentata
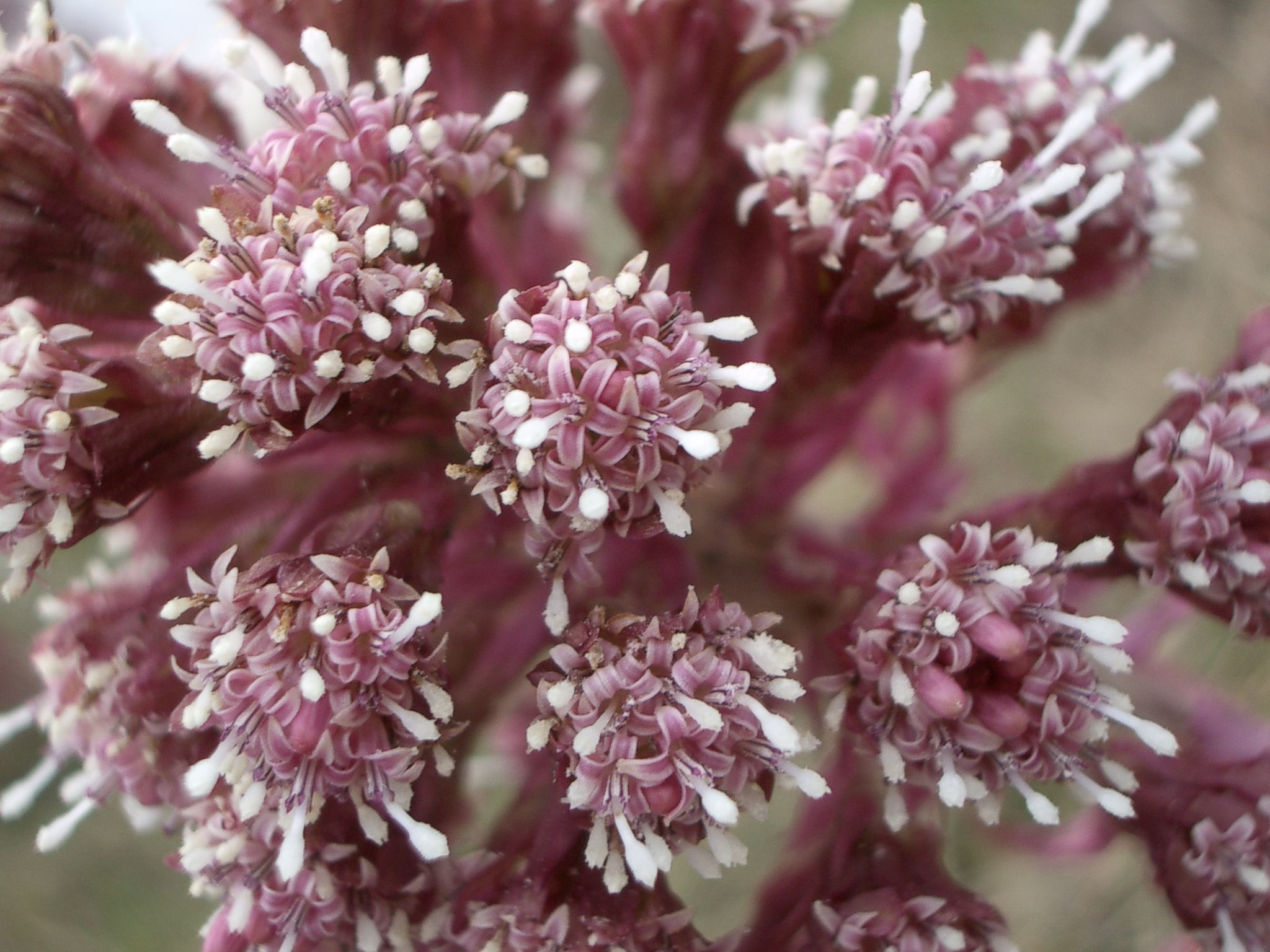
Petasites paradoxus

#### Incertae Sedis
I seguenti due generi con 3 specie sono assegnate alla tribù Senecioneae, ma a nessuna sottotribù:
- Angeldiazia M. O. Dillon & Zapata (1 sp.)
- Stenops B. Nord., 1978 (2 spp.)

### Generi della flora spontanea italiana
Nella flora spontanea italiana sono presenti i seguenti generi di questa sottotribù:
Sottotribù Senecioninae:
- Adenostyles: 4 specie.
- Curio: 2 specie.
- Delairea: una specie.
- Jacobaea: 21 specie.
- Senecio: 24 specie.

Sottotribù Tussilagininae:
- Homogyne: 3 specie.
- Petasites: 4 specie.
- Roldana: una specie.
- Tephroseris: 7 specie
- Tussilago: una specie.